# Liste des cratères de Vénus

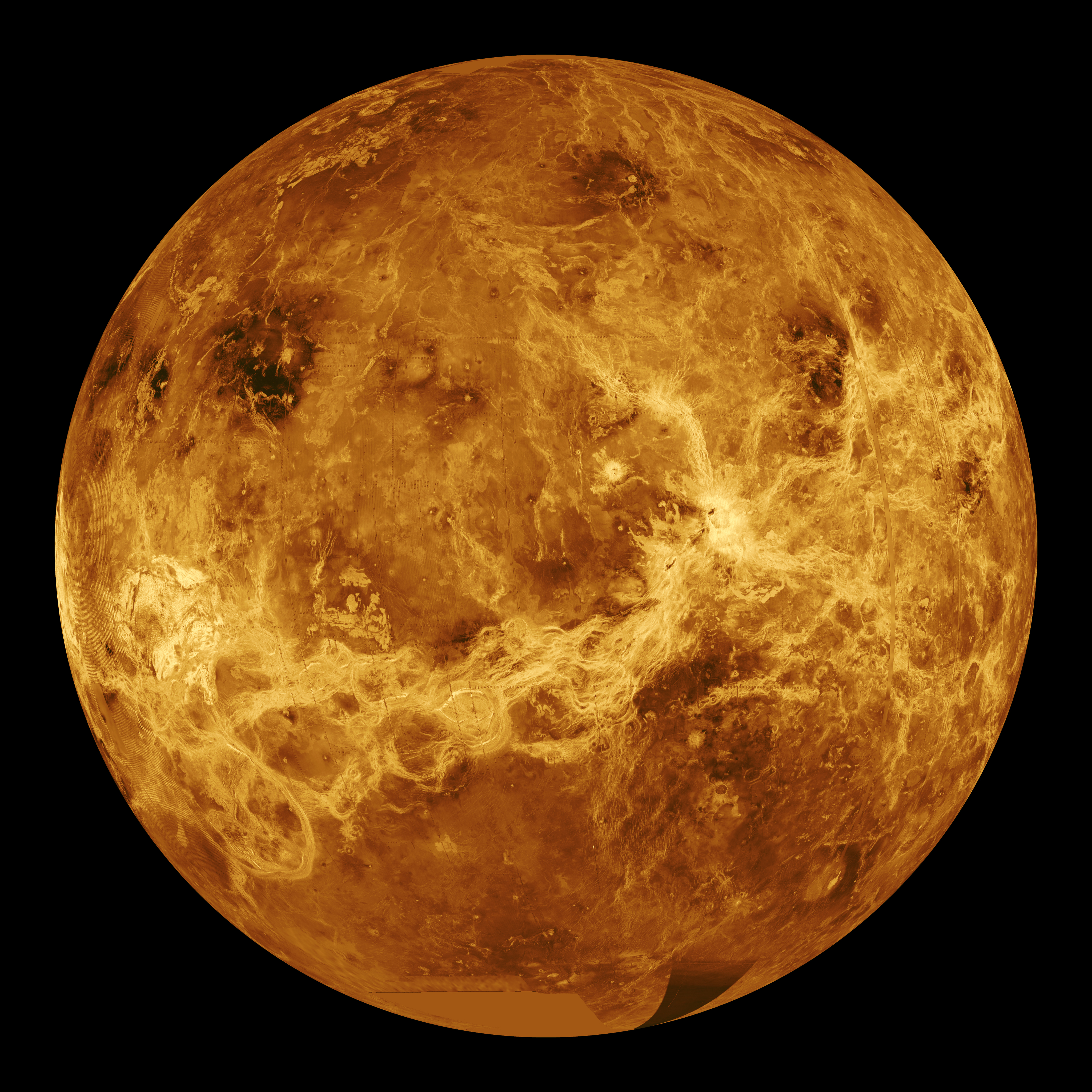
Image radar reconstituée par Magellan et Pioneer Venus Orbiter. Longitude 180° est. NASA, 29 octobre 1991.

La liste des cratères sur Vénus recense les cratères connus de la planète ainsi que leurs noms.
Vénus est une planète dont la surface est essentiellement recouverte de plaines et de bassins ainsi que de deux chaînes montagneuses majeures. Les cratères sur Vénus sont assez peu nombreux comparativement aux autres planètes du système solaire. Le nombre de cratères sur la planète s'élève à 900 recensés à ce jour, ce qui est caractéristique d'un sol relativement jeune.
La morphologie des cratères de Vénus diffère de ceux des autres planètes. Du fait de son atmosphère épaisse, il se peut que les météores aient tendance à exploser ou se désagréger en y pénétrant, les plus petits objets ne pouvant ainsi pas atteindre le sol. Leur répartition est uniforme sur la surface de la planète et la plupart des cratères ont été créés sur deux périodes distinctes, celle du grand bombardement et une autre période plus récente de bombardement d'astéroïdes et de comètes.
Lors de la période du grand bombardement tardif, où la plupart des cratères de Mercure et de la Lune se sont formés, il est probable que Vénus ait aussi été percutée, mais le peu de traces d'impact montre que le sol vénusien s'est renouvelé, processus qui s'est interrompu il y a peu de temps, il y a approximativement 500 millions d'années,.
Les cratères vénusiens possèdent un nom féminin ou d'une personnalité célèbre féminine : par convention, les cratères d'un diamètre supérieur à 20 km sont nommés d'après des femmes célèbres ayant contribué de manière notable à leur domaine, et les cratères d'un diamètre inférieur à 20 km sont nommés par des prénoms usuels féminins dans de multiples langues.
La direction des longitudes croissantes est l'est.
- Haut – A
- B
- C
- D
- E
- F
- G
- H
- I
- J
- K
- L
- M
- N
- O
- P
- Q
- R
- S
- T
- U
- V
- W
- X
- Y
- Z

## A

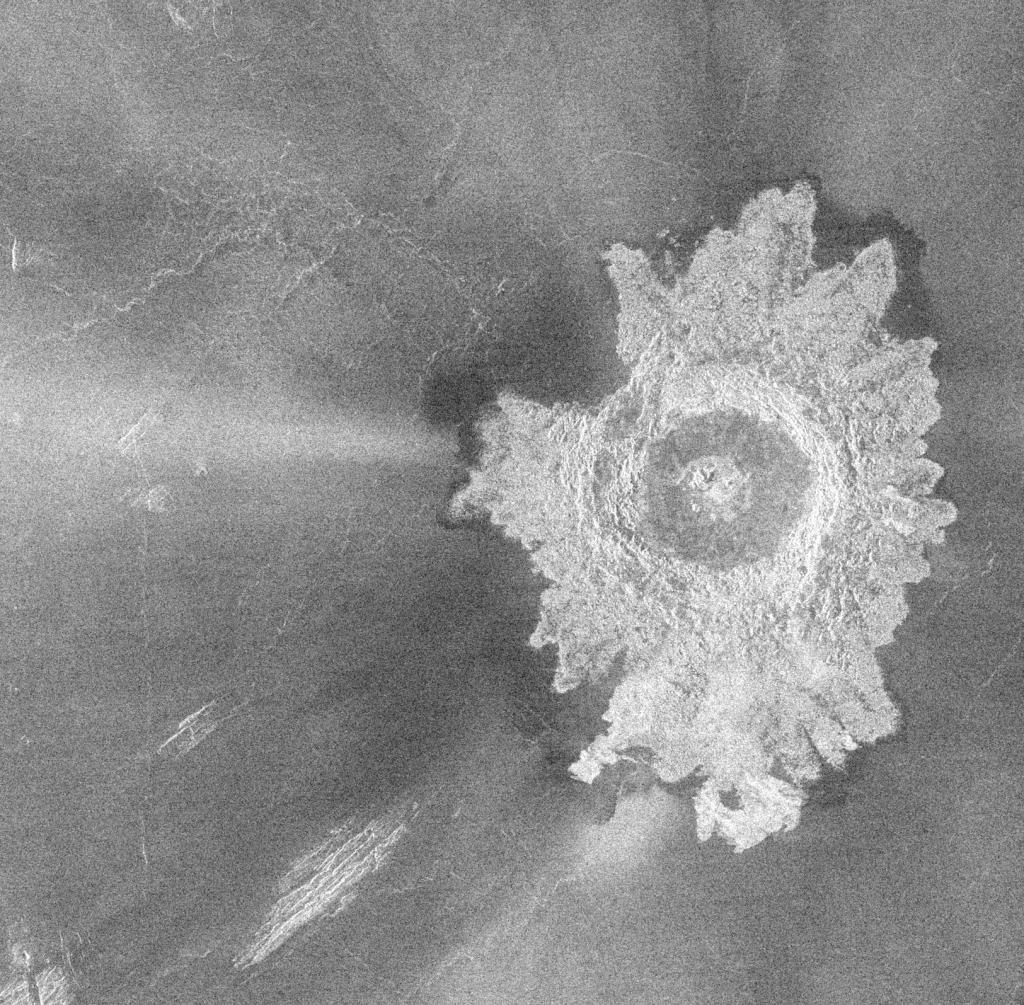
Photo du cratère Adivar prise par la mission Magellan. NASA, 7 février 1996.

| Nom            | Coordonnées        | Diamètre (km) | Origine du nom                                                             |
| -------------- | ------------------ | ------------- | -------------------------------------------------------------------------- |
| Abigail        | 52,2° S, 111,2° E  | 18,4          | Prénom hébreu                                                              |
| Abika          | 52,5° S, 104,4° E  | 14,5          | Prénom mari                                                                |
| Abington       | 47,8° S, 277,7° E  | 21,7          | Frances Abington, actrice britannique (1737-1815)                          |
| Abra           | 6,2° N, 97,4° E    | 7,2           | Prénom éwé                                                                 |
| Adaiah         | 47,3° S, 253,4° E  | 18            | Prénom hébreu                                                              |
| Adamson        | 14,8° S, 29,6° E   | 27,2          | Joy Adamson, naturaliste autrichienne (1910-1980)                          |
| Addams         | 56,2° S, 98,9° E   | 87            | Jane Addams, réformatrice sociale américaine (1860-1935)                   |
| Adivar         | 8,9° N, 76,2° E    | 30,3          | Halide Edib Adıvar, auteure turque (1884-1964)                             |
| Adzoba         | 12,8° N, 117° E    | 10            | Prénom éwé                                                                 |
| Aethelflaed    | 18,2° S, 196,6° E  | 20            | Æthelflæd, Dame de Mercie (?-918)                                          |
| Afiba          | 47,1° S, 102,7° E  | 9,5           | Prénom éwé                                                                 |
| Afiruwa        | 4,3° N, 3,8° E     | 5,2           | Prénom haoussa                                                             |
| Aftenia        | 50° N, 324° E      | 7             | Prénom moldave                                                             |
| Afua           | 15,5° N, 124° E    | 10            | Prénom akan                                                                |
| Aglaonice      | 26,4° S, 339,9° E  | 63,7          | Aglaonice, astronome de la Grèce antique (fl. IIe siècle av. J.-C.)        |
| Agnesi         | 39,4° S, 37,7° E   | 42,4          | Maria Gaetana Agnesi, mathématicienne italienne (1718-1799)                |
| Agoe           | 13,1° N, 4,3° E    | 6,3           | Prénom éwé                                                                 |
| Agrippina      | 33,2° S, 65,7° E   | 38,6          | Agrippine l'Aînée, impératrice romaine (vers 14 av. J.-C. - 33 apr. J.-C.) |
| Ahava          | 53,6° N, 187,3° E  | 10,4          | Prénom hébreu                                                              |
| Aigul          | 38,2° N, 280,4° E  | 6             | Prénom kalmouk                                                             |
| Ailar          | 15,8° S, 68,4° E   | 8,2           | Prénom turc                                                                |
| Aimee          | 16,1° N, 127,2° E  | 17            | Prénom français                                                            |
| Aisha          | 39,3° N, 53,3° E   | 10,6          | Prénom arabe                                                               |
| Aita           | 8,9° N, 270,7° E   | 14            | Prénom estonien                                                            |
| Akeley         | 8° N, 244,5° E     | 23,4          | Delia Akeley, exploratrice américaine (1875-1970)                          |
| Akhmatova      | 61,3° N, 307,9° E  | 41,4          | Anna Akhmatova, poétesse russe (1889-1966)                                 |
| Akiko          | 30,6° N, 187,3° E  | 17,4          | Akiko Yosano, poétesse japonaise (1878-1942)                               |
| Akosua         | 58,6° S, 18,1° E   | 6,2           | Prénom akan                                                                |
| Aksentyeva     | 42° S, 271,9° E    | 42,5          | Zinaida Aksentyeva, astronome et géophysicienne soviétique (1900-1969)     |
| Akuba          | 9,6° N, 23° E      | 5,5           | Prénom éwé                                                                 |
| Al-Taymuriyya  | 32,9° N, 336,1° E  | 19            | Aïcha Taymour, femme de lettres égyptienne (1840-1902)                     |
| Alcott         | 59,5° S, 354,4° E  | 66            | Louisa May Alcott, romancière américaine (1832-1888)                       |
| Alima          | 46° S, 229,2° E    | 10,3          | Prénom arabe                                                               |
| Alimat         | 29,5° S, 205,9° E  | 13,5          | Prénom ossète                                                              |
| Alina          | 8,3° N, 267,78° E  | 3,7           | Forme courte du prénom français Adeline                                    |
| Alison         | 4° S, 165,6° E     | 14,4          | Prénom irlandais                                                           |
| Alma           | 2,4° S, 228,8° E   | 16,8          | Prénom kazakh                                                              |
| Almeida        | 46,6° N, 123,3° E  | 15,5          | Prénom portugais                                                           |
| Altana         | 1,4° N, 69,9° E    | 6             | Prénom kalmouk                                                             |
| Amalasuntha    | 11,5° S, 342,4° E  | 15,4          | Amalasonte, reine ostrogoth                                                |
| Amanda         | 29,2° S, 94,5° E   | 12,5          | Prénom latin                                                               |
| Amaya          | 11,3° N, 89,4° E   | 34,5          | Carmen Amaya, danseuse espagnole (1913-1963)                               |
| Amelia         | 8,57° N, 280,45° E | 3,3           | Prénom latin                                                               |
| Amenardes      | 15° N, 54,3° E     | 27,9          | Amenardis Ire, princesse égyptienne et divine adoratrice d'Amon            |
| Aminata        | 6,6° N, 25,2° E    | 9,7           | Prénom mandinka                                                            |
| Anaxandra      | 44,2° N, 162,3° E  | 20,4          | Anaxandra, artiste de la Grèce antique                                     |
| Andami         | 17,5° S, 26,5° E   | 28,9          | Azar Andami, chercheuse en médecine iranienne (1926-1984)                  |
| Andreianova    | 3° S, 68,8° E      | 66,1          | Elena Andreianova, ballerine russe (1819-1857)                             |
| Anicia         | 26,3° S, 31,3° E   | 38,2          | Anytè, poétesse et médecin de la Grèce antique                             |
| Annia Faustina | 22,1° N, 4,7° E    | 23,4          | Faustine la Jeune, impératrice romaine                                     |
| Antonina       | 28,1° N, 106,8° E  | 13,8          | Prénom russe                                                               |
| Anush          | 14,9° N, 86,5° E   | 12,7          | Prénom arménien et perse                                                   |
| Anya           | 39,5° N, 297,8° E  | 18,1          | Prénom russe                                                               |
| Ariadne        | 43,9° N, 360° E    | 23,6          | Prénom grec                                                                |
| Asmik          | 3,9° N, 166,4° E   | 19,5          | Prénom arménien                                                            |
| Astrid         | 21,4° S, 335,2° E  | 10,5          | Prénom scandinave                                                          |
| Audrey         | 23,8° N, 348,1° E  | 15,2          | Prénom anglais                                                             |
| Aurelia        | 20,3° N, 331,8° E  | 31,1          | Aurelia Cotta, mère de Jules César                                         |
| Austen         | 25° S, 168,4° E    | 45,1          | Jane Austen, auteure britannique (1775-1817)                               |
| Avene          | 40,4° N, 149,4° E  | 10            | Prénom akan                                                                |
| Avviyar        | 18° S, 353,7° E    | 20,6          | Auvaiyar, poétesses de différentes époques de la littérature tamoule       |
| Ayana          | 29,2° S, 175,5° E  | 13,8          | Prénom altaï                                                               |
| Ayashe         | 22,7° N, 31,4° E   | 6,7           | Prénom haoussa                                                             |
| Ayisatu        | 34,6° N, 5,5° E    | 7             | Prénom peul                                                                |

## B
| Nom           | Coordonnées       | Diamètre (km) | Origine du nom                                              |
| ------------- | ----------------- | ------------- | ----------------------------------------------------------- |
| Bachira       | 26,5° N, 10° E    | 7,3           | Prénom algérien                                             |
| Badarzewska   | 22,6° S, 137,2° E | 29,6          | Tekla Bądarzewska, compositrice polonaise                   |
| Bahriyat      | 50,3° N, 357,5° E | 5             | Prénom koumyk                                               |
| Baker         | 62,5° N, 40,3° E  | 109           | Joséphine Baker, danseuse française d'origine américaine    |
| Bakisat       | 26° N, 356,8° E   | 7,4           | Prénom tchétchène                                           |
| Balch         | 29,9° N, 282,9° E | 40            | Emily Balch, économiste américaine                          |
| Ban Zhao      | 17,1° N, 147° E   | 39            | Ban Zhao, historienne chinoise                              |
| Baranamtarra  | 17,9° N, 267,8° E | 25,5          | Baranamtarra, reine mésopotamienne                          |
| Barauka       | 10,6° N, 346,3° E | 12,9          | Prénom haoussa                                              |
| Barrera       | 16,6° N, 109,4° E | 27            | Oliva Sabuco, écrivaine et philosophe espagnole             |
| Barrymore     | 52,3° S, 195,7° E | 56,6          | Ethel Barrymore, actrice américaine                         |
| Barsova       | 61,3° N, 223° E   | 76            | Valeria Barsova, chanteuse soviétique                       |
| Barto         | 45,3° N, 146,3° E | 48            | Agnia Barto, poétesse soviétique                            |
| Barton        | 27,4° N, 337,5° E | 52,2          | Clara Barton, fondatrice de la Croix Rouge américaine       |
| Bascom        | 10,4° S, 302,2° E | 34,6          | Florence Bascom, géologue américaine                        |
| Bashkirtseff  | 14,7° N, 194° E   | 36,2          | Marie Bashkirtseff, peintre russe                           |
| Bassi         | 19° S, 64,6° E    | 31            | Laura Bassi, physicienne italienne                          |
| Bathsheba     | 15,1° S, 49,5° E  | 32,3          | Bethsabée, reine d'Israël                                   |
| Batten        | 15,2° N, 217,4° E | 65            | Jean Batten, aviatrice néo-zélandaise                       |
| Batya         | 72,7° N, 235,4° E | 9,3           | Prénom hébreu                                               |
| Beecher       | 13° N, 253,4° E   | 40,4          | Catharine Beecher, éducatrice américaine                    |
| Behn          | 32,4° S, 142° E   | 25,4          | Aphra Behn, écrivaine britannique                           |
| Bender        | 13° S, 327,4° E   | 39,8          | Heidi Julia Bender, enfant artiste et auteure américaine    |
| Berggolts     | 63,5° S, 53° E    | 29,5          | Olga Berggolts, poétesse russe                              |
| Bernadette    | 46,6° S, 285,6° E | 12,8          | Prénom français                                             |
| Bernhardt     | 31,6° N, 84,4° E  | 25,3          | Sarah Bernhardt, actrice française                          |
| Bernice       | 40,7° S, 14,8° E  | 12,6          | Prénom grec                                                 |
| Berta         | 62° N, 322° E     | 20            | Prénom finnois                                              |
| Bette         | 24,6° S, 347,9° E | 7,2           | Prénom allemand                                             |
| Bickerdyke    | 82° S, 171,3° E   | 36,3          | Mary Bickerdyke, infirmière américaine                      |
| Bineta        | 57,3° N, 144,1° E | 10,7          | Prénom mandinka                                             |
| Birute        | 36,1° N, 32° E    | 22,3          | Prénom lituanien                                            |
| Blackburne    | 11° N, 183,9° E   | 30,5          | Anna Blackburne, biologiste britannique                     |
| Blanche       | 9,3° S, 157° E    | 12,3          | Prénom français                                             |
| Blixen        | 60,1° S, 145,7° E | 20,8          | Karen Blixen, écrivaine danoise                             |
| Bly           | 37,7° N, 305,5° E | 18,7          | Nellie Bly, journaliste américaine                          |
| Boivin        | 4,3° N, 299,5° E  | 20,4          | Marie Boivin, chercheuse française en médecine              |
| Boleyn        | 24,4° N, 220,1° E | 70,4          | Anne Boleyn, reine anglaise                                 |
| Bonnevie      | 36,1° S, 127° E   | 92,2          | Kristine Bonnevie, biologiste norvégienne                   |
| Bonnin        | 6,3° S, 117,6° E  | 28,5          | Gertrude Bonnin, ou Zitkala-Sa, réformatrice sociale lakota |
| Boulanger     | 26,6° S, 99,2° E  | 71,5          | Nadia Boulanger, pianiste française                         |
| Bourke-White  | 21,2° N, 147,9° E | 33,6          | Margaret Bourke-White, photojournaliste américaine          |
| Boyd          | 39,4° S, 221,4° E | 22            | Louise Boyd, exploratrice américaine                        |
| Boye          | 9,6° S, 292,3° E  | 28            | Karin Boye, écrivaine suédoise                              |
| Bradstreet    | 16,5° N, 47,7° E  | 36            | Anne Bradstreet, poétesse américaine                        |
| Bridgit       | 45,3° S, 348,9° E | 10            | Prénom irlandais                                            |
| Brooke        | 48,4° N, 296,6° E | 22,9          | Frances Brooke, écrivaine anglaise de nouvelles             |
| Browning      | 28,3° N, 4,9° E   | 23,4          | Elizabeth Browning, poétesse britannique                    |
| Bryce         | 62,5° S, 197° E   | 23,9          | Lucy Bryce, pionnière médecin australienne                  |
| Buck          | 5,7° S, 349,6° E  | 21,8          | Pearl Buck, écrivaine américaine                            |
| Budevska      | 0,5° N, 143,2° E  | 18            | Adriana Boudevska, actrice bulgare                          |
| Bugoslavskaya | 23° S, 300,4° E   | 29,9          | Evguenia Bougoslavskaïa, astronome soviétique               |

## C

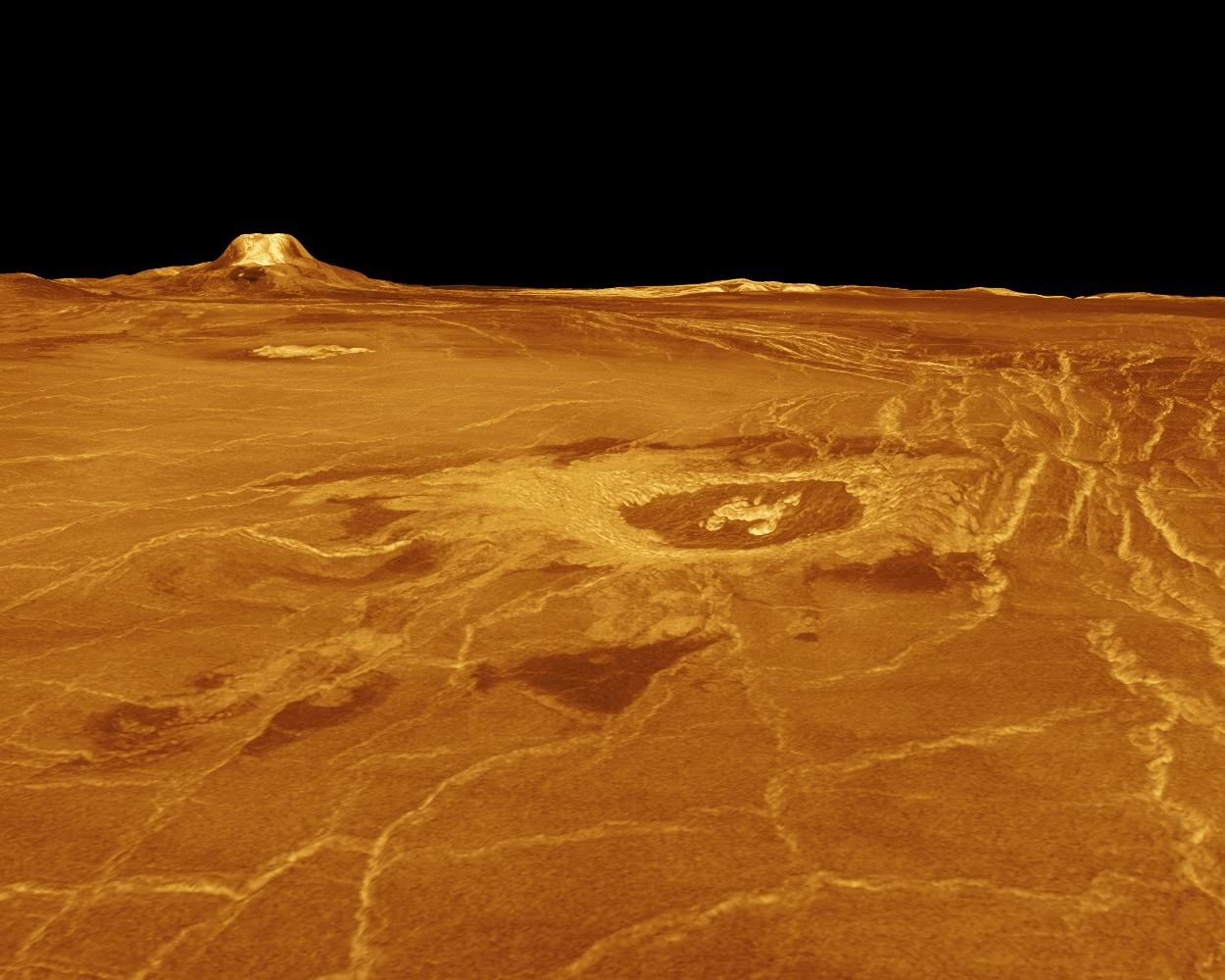
Vue 3D de l'Eistla Regio avec au centre le cratère Cunitz, reconstituée d'après les photos de la mission Magellan. NASA, 8 février 1996.

| Nom        | Coordonnées       | Diamètre (km) | Origine du nom                                            |
| ---------- | ----------------- | ------------- | --------------------------------------------------------- |
| Caccini    | 17,4° N, 170,4° E | 38,1          | Francesca Caccini, compositrice italienne                 |
| Caitlin    | 65,3° S, 12° E    | 14,7          | Prénom irlandais                                          |
| Caiwenji   | 12,4° S, 287,6° E | 22,6          | Cai Wenji, poétesse chinoise                              |
| Caldwell   | 23,6° N, 112,4° E | 51            | Taylor Caldwell, auteure américaine                       |
| Callas     | 2,4° N, 27° E     | 33,8          | Maria Callas, chanteuse américaine                        |
| Callirhoe  | 21,2° N, 140,7° E | 33,8          | Callirrhoé, sculptrice grecque, fl. -600                  |
| Caroline   | 6,9° N, 306,3° E  | 18            | Prénom français                                           |
| Carr       | 24° S, 295,7° E   | 31,9          | Emily Carr, artiste canadienne                            |
| Carreno    | 3,9° S, 16,1° E   | 57            | Teresa Carreño, pianiste vénézuélienne                    |
| Carson     | 24,2° S, 344,1° E | 38,8          | Rachel Carson, biologiste américaine                      |
| Carter     | 5,3° N, 67,3° E   | 17,5          | Maybelle Carter, chanteuse américaine                     |
| Castro     | 3,4° N, 233,9° E  | 22,9          | Rosalía de Castro, poétesse galicienne                    |
| Cather     | 47,1° N, 107° E   | 24,6          | Willa Cather, écrivaine de romans et nouvelles américaine |
| Centlivre  | 19,1° N, 290,4° E | 28,8          | Susanna Centlivre, actrice anglaise                       |
| Chapelle   | 6,4° N, 103,8° E  | 22            | Georgette Chapelle, journaliste américaine                |
| Chechek    | 2,6° S, 272,3° E  | 7,2           | Prénom touvain                                            |
| Chiyojo    | 47,8° S, 95,7° E  | 40,2          | Chiyojo, poétesse japonaise                               |
| Chloe      | 7,4° S, 98,6° E   | 18,6          | Prénom grec                                               |
| Cholpon    | 40° N, 290° E     | 6,3           | Prénom kirghize                                           |
| Christie   | 28,3° N, 72,7° E  | 23,3          | Agatha Christie, auteure anglaise                         |
| Chubado    | 45,3° N, 5,6° E   | 7             | Prénom peul                                               |
| Clara      | 37,5° S, 235,3° E | 3,2           | Prénom latin                                              |
| Clementina | 35,9° N, 208,6° E | 4             | Forme portugaise du prénom français Clémentine            |
| Cléopâtre  | 65,8° N, 7,1° E   | 105           | Cléopâtre VII, reine égyptienne                           |
| Cline      | 21,8° S, 317,1° E | 38            | Patsy Cline, chanteuse américaine                         |
| Clio       | 6,3° N, 333,5° E  | 11,4          | Prénom grec                                               |
| Cochran    | 51,9° N, 143,4° E | 100           | Jacqueline Cochran, aviatrice américaine                  |
| Cohn       | 33,3° S, 208,1° E | 18,3          | Carola Cohn, artiste australienne                         |
| Colleen    | 60,8° S, 162,2° E | 13,5          | Prénom irlandais                                          |
| Comnena    | 1,2° N, 343,7° E  | 19,5          | Anne Comnène, princesse et écrivaine de l'Empire byzantin |
| Conway     | 48,3° N, 39° E    | 49,3          | Anne Conway, scientifique naturaliste anglaise            |
| Cori       | 25,4° N, 72,9° E  | 56,1          | Gerty Cori, biochimiste tchèque                           |
| Corinna    | 22,9° N, 40,6° E  | 19,2          | Corinna, poétesse grecque                                 |
| Corpman    | 0,3° N, 151,8° E  | 46            | Elizabeth Koopman Hevelius, astronome                     |
| Cortese    | 11,4° S, 218,4° E | 27,7          | Isabella Cortese, médecin italienne                       |
| Cotton     | 70,8° N, 300,2° E | 48,1          | Eugénie Cotton, physicienne française                     |
| Cunitz     | 14,5° N, 350,9° E | 48,6          | Maria Cunitz, astronome silésienne                        |
| Cynthia    | 16,7° S, 347,5° E | 15,9          | Prénom grec                                               |

## D

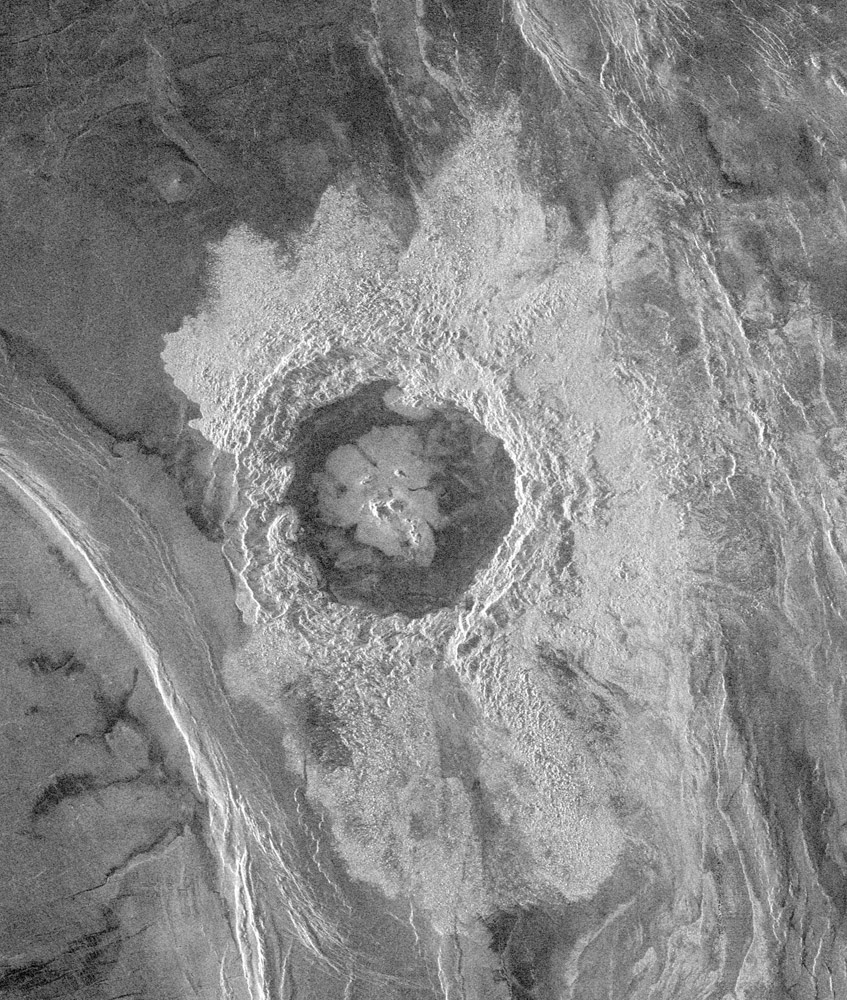
Photo du cratère Dickinson prise par la mission Magellan. NASA, 26 novembre 1996.

| Nom           | Coordonnées       | Diamètre (km) | Origine du nom                                                     |
| ------------- | ----------------- | ------------- | ------------------------------------------------------------------ |
| d'Este        | 34,3° S, 238,9° E | 21,6          | Isabelle d'Este, aristocrate italienne                             |
| Dado          | 13,9° S, 87,6° E  | 11,2          | Prénom pullo                                                       |
| Dafina        | 28,6° N, 244,1° E | 5,5           | Prénom albanais                                                    |
| Danilova      | 26,4° S, 337,2° E | 48,8          | Alexandra Danilova, danseuse de ballet russe                       |
| Danute        | 63,5° S, 56,5° E  | 12,3          | Prénom lituanien                                                   |
| Daphne        | 41,3° N, 280,4° E | 15,5          | Prénom grec                                                        |
| Darline       | 19,3° S, 232,6° E | 13            | Prénom Anglo-Saxon                                                 |
| Dashkova      | 78,2° N, 306,5° E | 45,1          | Catherine Dachkov, philosophe russe                                |
| Datsolalee    | 38,3° N, 171,8° E | 17,5          | Datsolalee, artiste washoe                                         |
| de Ayala      | 12,4° N, 31,9° E  | 19            | Josefa de Ayala, peintre espagnole                                 |
| de Beausoleil | 5° S, 102,8° E    | 28,2          | Martine de Beausoleil, chercheuse en science de la Terre française |
| de Beauvoir   | 2° N, 96,1° E     | 52,5          | Simone de Beauvoir, écrivaine française                            |
| de Lalande    | 20,5° N, 355° E   | 21,3          | Marie-Jeanne de Lalande, astronome française                       |
| de Staël      | 37,4° N, 324,3° E | 25            | Germaine de Staël, écrivaine française                             |
| De Witt       | 6,5° S, 275,6° E  | 20,7          | Lydia De Witt, pathologiste américaine                             |
| Deborah       | 37,3° S, 10,6° E  | 9,7           | Prénom hébreu                                                      |
| Defa          | 32,2° N, 11,3° E  | 8,5           | Prénom pullo                                                       |
| Degu          | 27,3° N, 289,9° E | 5,5           | Prénom caucasien adyguéen                                          |
| Deken         | 47,1° N, 288,5° E | 48            | Aagje Deken, romancière néerlandaise                               |
| Deledda       | 76° N, 127,5° E   | 32            | Grazia Deledda, romancière italienne                               |
| Delilah       | 57,9° S, 250,2° E | 18,5          | Prénom hébreu                                                      |
| Deloria       | 32° S, 97,1° E    | 31,9          | Ella Deloria, anthropologue sioux                                  |
| Dena          | 20,7° S, 338,7° E | 2,4           | Prénom lituanien                                                   |
| Denise        | 14,4° S, 94,7° E  | 2             | Prénom grec                                                        |
| Devorah       | 22,5° S, 343,4° E | 4,8           | Prénom hébreu                                                      |
| Devorguilla   | 15,3° N, 4° E     | 22,9          | Devorguilla de Galloway, héroïne irlandaise                        |
| Dheepa        | 21,6° S, 176,3° E | 4,7           | Prénom indien                                                      |
| Dickinson     | 74,6° N, 177,2° E | 69            | Emily Dickinson, poétesse américaine                               |
| Dinah         | 62,9° S, 37,1° E  | 15,6          | Prénom Hébreu                                                      |
| Dix           | 37° S, 329° E     | 63,3          | Dorothea Dix, activiste socialiste américaine                      |
| Dolores       | 51,4° N, 201,6° E | 12,6          | Prénom espagnol                                                    |
| Domnika       | 18,4° N, 294,3° E | 6,7           | Prénom moldave                                                     |
| Doris         | 2,3° N, 90° E     | 14,5          | Prénom grec                                                        |
| Dorothy       | 35,4° S, 11,3° E  | 8,4           | Prénom grec                                                        |
| du Chatelet   | 21,5° N, 165° E   | 18,5          | Émilie du Châtelet, mathématicienne et physicienne française       |
| Duncan        | 68,1° N, 291,7° E | 40,3          | Isadora Duncan, danseuse américaine                                |
| Dunghe        | 56,2° S, 295,3° E | 5,5           | Prénom kalmouks                                                    |
| Durant        | 62,3° S, 227,7° E | 21,1          | Ariel Durant, écrivaine américaine                                 |
| Duse          | 82,5° S, 358° E   | 30,4          | Eleonora Duse, actrice italienne                                   |
| Dyasya        | 5,1° N, 297,6° E  | 7,8           | Prénom nganassane                                                  |

## E
| Nom        | Coordonnées       | Diamètre (km) | Origine du nom                                                                                               |
| ---------- | ----------------- | ------------- | --- |
| Edgeworth  | 32,2° N, 22,8° E  | 29            | Maria Edgeworth, écrivaine irlandaise                                                                        |
| Edinger    | 68,8° S, 208,5° E | 33,3          | Tilly Edinger, paléontologue américaine (1897–1967)                                                          |
| Efimova    | 81° N, 223° E     | 26,5          | Nina Simonovich-Efimova, peintre et conceptrice de théâtre de marionnettes soviétique (1877–1948)            |
| Eila       | 75° S, 94,6° E    | 9,5           | Prénom finlandais                                                                                            |
| Eileen     | 22,8° S, 232,7° E | 16,1          | Prénom irlandais                                                                                             |
| Eini       | 41,6° S, 96,4° E  | 5,9           | Prénom finlandais                                                                                            |
| Elena      | 18,3° S, 73,4° E  | 17,6          | Prénom italien                                                                                               |
| Elenora    | 47,1° N, 6,9° E   | 4,5           | Prénom allemand (variante de Eleanor)                                                                        |
| Elizabeth  | 59,1° N, 215,4° E | 10,5          | Prénom hébreu                                                                                                |
| Ellen      | 22,8° S, 281,3° E | 14,6          | Prénom allemand                                                                                              |
| Elma       | 10,1° S, 91,1° E  | 10,2          | Prénom finlandais                                                                                            |
| Elza       | 34,4° S, 275,9° E | 18            | Prénom letton                                                                                                |
| Emilia     | 26,5° S, 88,2° E  | 12,5          | Prénom suédois                                                                                               |
| Emma       | 13,7° S, 302,3° E | 11,8          | Prénom allemand                                                                                              |
| Enid       | 16,4° N, 352,1° E | 9,2           | Prénom celte                                                                                                 |
| Erika      | 72° N, 175,4° E   | 10,5          | Prénom hongrois, allemand                                                                                    |
| Erin       | 47° S, 184,8° E   | 13,6          | Prénom irlandais                                                                                             |
| Erinna     | 78° S, 309,1° E   | 33,8          | Érinna, poétesse de la Grèce antique                                                                         |
| Erkeley    | 43,9° N, 103,3° E | 8             | Prénom Altai                                                                                                 |
| Ermolova   | 60,3° N, 154,4° E | 60,9          | Maria Iermolova, actrice russe (1853–1928)                                                                   |
| Erxleben   | 50,9° S, 39,4° E  | 31,6          | Dorothea Christiane Erxleben, première femme à avoir obtenu un doctorat en médecine en Allemagne (1715–1762) |
| Escoda     | 18,2° N, 149,5° E | 19,6          | Josefa Llanes Escoda, féministe philippine                                                                   |
| Esmeralda  | 64,4° N, 104,5° E | 9,8           | Prénom gitan                                                                                                 |
| Estelle    | 1,1° N, 93,7° E   | 18,8          | Prénom de racine latine                                                                                      |
| Esterica   | 36,8° N, 3,6° E   | 3,6           | Prénom roumain                                                                                               |
| Esther     | 19,4° N, 21,8° E  | 17,6          | Prénom persan                                                                                                |
| Eudocia    | 59,1° S, 202° E   | 27,5          | Eudocie, impératrice et écrivaine byzantine                                                                  |
| Eugenia    | 80,6° N, 105,4° E | 6             | Prénom grec                                                                                                  |
| Evangeline | 69,6° N, 221,9° E | 16            | Prénom de racine grecque                                                                                     |
| Evelyn     | 61,2° S, 212,3° E | 18            | Prénom celte                                                                                                 |
| Evika      | 5,1° S, 31,4° E   | 20,3          | Prénom tatar                                                                                                 |
| Ezraela    | 57° N, 186,8° E   | 7,8           | Prénom hébreu                                                                                                |

## F
| Nom        | Coordonnées       | Diamètre (km) | Origine du nom |
| ---------- | ----------------- | ------------- | --- |
| Faiga      | 4,9° N, 170,9° E  | 9,6           | Prénom anglo-saxon |
| Faina      | 71,1° N, 100,7° E | 10            | Prénom turc |
| Farida     | 4,8° N, 39° E     | 18            | Prénom musulman de racine arabe |
| Fatima     | 17,8° S, 31,9° E  | 14,5          | Prénom arabe |
| Faufau     | 18,8° N, 8,3° E   | 7,8           | Prénom polynésien |
| Fava       | 0,7° S, 87,4° E   | 9,7           | Prénom doungane (Kirghizistan) |
| Fazu       | 32,4° N, 106° E   | 6,1           | Prénom avar (Daguestan) |
| Fedorets   | 59,7° N, 65,6° E  | 57,6          | Valentina Fedorets, astronome soviétique (1923–1976)                                                                                           |
| Felicia    | 19,8° S, 226,5° E | 11,5          | Prénom de racine latine |
| Ferber     | 26,4° N, 12,9° E  | 23,1          | Edna Ferber, dramaturge et romancière américaine (1885-1968)                                                                                   |
| Fernandez  | 76,2° N, 17,2° E  | 23,7          | Maria Antonia Fernández, chanteuse et danseuse espagnole (XVIIIe siècle).                                                                      |
| Ferrier    | 15,7° N, 111,3° E | 29,1          | Kathleen Ferrier, cantatrice anglaise (1912-1953)                                                                                              |
| Feruk      | 64° S, 107,6° E   | 8,3           | Prénom nivkhe (l'île de Sakhaline) |
| Festa      | 11,5° N, 27,2° E  | 35,3          | Peintre italienne |
| Fiona      | 5° N, 166,6° E    | 3,5           | Prénom celte |
| Firuza     | 51,8° N, 108° E   | 6             | Prénom perse |
| Flagstad   | 54,3° S, 18,9° E  | 39,2          | Kirsten Flagstad, cantatrice norvégienne (1895-1962)                                                                                           |
| Florence   | 15,2° S, 85° E    | 10,5          | Prénom anglais |
| Flutra     | 68,4° S, 112° E   | 6             | Prénom albanais |
| Fossey     | 2° N, 188,7° E    | 30,4          | Dian Fossey, éthologue américaine (1932-1985)                                                                                                  |
| Fouquet    | 15,1° S, 203,5° E | 47,8          | Marie Fouquet, écrivaine française spécialisée dans le domaine médical, travaille également dans les organisations caritatives (XVIIe siècle). |
| Francesca  | 28° S, 57,7° E    | 17            | Prénom italien |
| Frank      | 13,1° S, 12,9° E  | 22,7          | Anne Frank, auteure, victime du nazisme (1929-1945)                                                                                            |
| Fredegonde | 50,5° S, 93,3° E  | 25,2          | Frédégonde, reine franque (545-597) |
| Frida      | 68,2° N, 55,6° E  | 21,6          | Prénom suédois |
| Frosya     | 29,5° N, 113,4° E | 9,8           | Prénom russe |
| Fukiko     | 23,1° S, 105,8° E | 13,9          | Prénom japonais |

## G
| Nom            | Coordonnées       | Diamètre (km) | Origine du nom                                                                       |
| -------------- | ----------------- | ------------- | ------------------------------------------------------------------------------------ |
| Gabriela       | 17,8° S, 240,4° E | 17,5          | Prénom hébreu                                                                        |
| Gahano         | 80,2° S, 77,4° E  | 4,5           | Prénom seneca                                                                        |
| Gail           | 16,1° S, 97,5° E  | 10            | Prénom hébreu                                                                        |
| Galina         | 47,6° N, 307,1° E | 16,8          | Prénom bulgare                                                                       |
| Galindo        | 23,3° S, 258,8° E | 23,8          | Beatriz Galindo, physicienne et éducatrice espagnole (1465–1534)                     |
| Gautier        | 26,3° N, 42,8° E  | 59,3          | Judith Gautier, femme de lettres française                                           |
| Gaze           | 17,9° N, 240,2° E | 33,3          | Vera Gaze, astronome soviétique (1899–1954)                                          |
| Gentileschi    | 45,2° N, 260,6° E | 20,5          | Artemisia Gentileschi, peintre italienne                                             |
| Georgina       | 20,4° S, 58,8° E  | 5,9           | Prénom grec                                                                          |
| Germain        | 37,9° S, 63,7° E  | 35,5          | Sophie Germain, mathématicienne française                                            |
| Giliani        | 72,9° S, 142,1° E | 19,9          | Alessandra Giliani, anatomiste italienne du XVIIIe siècle, selon un fausse tradition |
| Gillian        | 15,2° S, 50,1° E  | 14,7          | Prénom latin                                                                         |
| Gilmore        | 6,7° S, 132,8° E  | 21,3          | Mary Gilmore, poétesse australienne                                                  |
| Gina           | 78,1° N, 76,5° E  | 14,6          | Prénom italien                                                                       |
| Giselle        | 11,8° S, 298° E   | 10,4          | Prénom français                                                                      |
| Glaspell       | 58,4° S, 269,6° E | 26,3          | Susan Glaspell, comédienne et écrivaine américaine                                   |
| Gloria         | 68,5° N, 94,2° E  | 20,7          | Prénom portugais                                                                     |
| Godiva         | 56,1° S, 251,6° E | 30,7          | Godiva, noble mercienne (c. 1040-1085)                                               |
| Goeppert-Mayer | 59,7° N, 26,8° E  | 33,5          | Maria Goeppert-Mayer, physicienne américaine                                         |
| Golubkina      | 60,3° N, 286,5° E | 28,4          | Anna Goloubkina, sculptrice soviétique (1864–1927)                                   |
| Goncharova     | 63° S, 97,7° E    | 30,3          | Nathalie Gontcharoff, peintre russe                                                  |
| Grace          | 13,8° S, 268,9° E | 19            | Prénom grec                                                                          |
| Gražina        | 72,4° N, 337,5° E | 16,5          | Prénom lituanien                                                                     |
| Greenaway      | 22,9° N, 145,1° E | 93            | Kate Greenaway, écrivaine et illustratrice anglaise                                  |
| Gregory        | 7,1° N, 95,8° E   | 18            | Isabella Augusta Gregory, dramaturge irlandaise                                      |
| Gretchen       | 59,7° S, 212,3° E | 20,8          | Prénom allemand                                                                      |
| Grey           | 52,4° S, 329,4° E | 50            | Jeanne Grey, reine d'Angleterre                                                      |
| Grimke         | 17,2° N, 215,3° E | 34,8          | Sarah Grimké, féministe américaine                                                   |
| Guan Daosheng  | 61,1° S, 181,8° E | 43,6          | Guan Daosheng, peintre et calligraphe chinoise (1262–1319)                           |
| Gudrun         | 10,6° N, 326,4° E | 13,3          | Prénom nordique                                                                      |
| Guilbert       | 58° S, 13,6° E    | 25,5          | Yvette Guilbert, chanteuse française                                                 |
| Gulchatay      | 20,5° N, 295,5° E | 9             | Prénom arabe                                                                         |
| Gulnara        | 23,7° S, 174° E   | 5             | Prénom perse                                                                         |
| Guzel          | 57,6° S, 298,7° E | 7,3           | Prénom turc                                                                          |
| Gwynn          | 9,7° N, 37,2° E   | 32            | Nell Gwynn, actrice anglaise                                                         |

## H
| Nom         | Coordonnées       | Diamètre (km) | Origine du nom                                                         |
| ----------- | ----------------- | ------------- | ---------------------------------------------------------------------- |
| Hadisha     | 39° S, 97,2° E    | 8,9           | Prénom kazakh                                                          |
| Halima      | 28,5° N, 14,6° E  | 8,9           | Prénom haoussa                                                         |
| Halle       | 19,8° S, 145,5° E | 21,5          | Lady Hallé, violoniste autrichienne (1839–1911)                        |
| Hamuda      | 62,9° N, 2,5° E   | 15,8          | Prénom hébreu                                                          |
| Hanka       | 27,3° S, 114,3° E | 5             | Prénom tchèque                                                         |
| Hannah      | 17,9° N, 102,6° E | 19,8          | Prénom hébreu                                                          |
| Hansberry   | 22,7° S, 324,1° E | 26,6          | Lorraine Hansberry, dramaturge américaine (1930–1965)                  |
| Hapei       | 66,1° N, 178° E   | 4,2           | Prénom cheyenne                                                        |
| Hayashi     | 53,8° N, 243,9° E | 43,1          | Fumiko Hayashi, écrivaine japonaise (1903–1951)                        |
| Heather     | 6,8° S, 334,1° E  | 11,5          | Prénom anglais                                                         |
| Heidi       | 23,6° N, 350,1° E | 15,2          | Prénom allemand                                                        |
| Helga       | 10,4° S, 116,7° E | 8,8           | Prénom norvégien                                                       |
| Hellman     | 4,7° N, 356,3° E  | 34,7          | Lillian Hellman, femme de lettres et dramaturge américaine (1905–1984) |
| Heloise     | 40° N, 51,9° E    | 38            | Héloïse, abbesse française (c. 1098-1164)                              |
| Helvi       | 12,4° N, 82,7° E  | 12,2          | Prénom estonien                                                        |
| Henie       | 51,9° S, 146° E   | 70,4          | Sonja Henie, patineuse norvégienne (1912–1969)                         |
| Hepworth    | 5,1° N, 94,7° E   | 62,6          | Barbara Hepworth, sculptrice anglaise (1903–1975)                      |
| Higgins     | 8,1° N, 241,3° E  | 40            | Marguerite Higgins, journaliste américaine (1920–1966)                 |
| Hilkka      | 69° S, 72° E      | 10,3          | Prénom finlandais                                                      |
| Himiko      | 19° N, 124,3° E   | 36,6          | Himiko, reine japonaise                                                |
| Hiriata     | 15,3° N, 23,5° E  | 5             | Prénom polynésien                                                      |
| Hiromi      | 35,2° N, 287,3° E | 6             | Prénom japonais                                                        |
| Holiday     | 46,7° S, 12,8° E  | 27,7          | Billie Holiday, chanteuse américaine (1915–1959)                       |
| Horner      | 23,4° N, 97,7° E  | 25,2          | Mary Horner, naturaliste et géologue anglaise du XIXe siècle           |
| Howe        | 45,7° S, 174,8° E | 38,6          | Julia Howe, biographe et poétesse américaine (1819–1910)               |
| Hsueh T'ao  | 52,6° S, 13,8° E  | 21            | Hsüeh T'ao, poétesse et artiste chinoise                               |
| Hua Mulan   | 86,8° N, 337,7° E | 24            | Hua Mulan, guerrière chinoise                                          |
| Huang Daopo | 54,2° S, 165,3° E | 29,1          | Huang Daopo, ingénieur chinoise                                        |
| Huarei      | 15° N, 32,3° E    | 8,5           | Prénom polynésien                                                      |
| Hull        | 59,4° N, 263,6° E | 47,3          | Peggy Hull, correspondante de guerre américaine (1889–1967)            |
| Hurston     | 77,6° S, 94,7° E  | 52,4          | Zora Hurston, écrivaine et anthropologue américaine (1891–1960)        |
| Hwangcini   | 6,3° N, 141,8° E  | 30,2          | Hwang Jini, poétesse coréenne du XVIe siècle                           |

## I
| Nom      | Coordonnées       | Diamètre (km) | Origine du nom                                       |
| -------- | ----------------- | ------------- | ---------------------------------------------------- |
| Icheko   | 6,6° N, 97,9° E   | 5,9           | Prénom evenki/toungouse                              |
| Ichikawa | 61,6° S, 156,3° E | 31,4          | Fusae Ichikawa, féministe japonaise (1893–1981)      |
| Ilga     | 12,4° S, 307,3° E | 10,8          | Prénom letton                                        |
| Imagmi   | 48,4° S, 100,7° E | 7,6           | Prénom eskimo                                        |
| Indira   | 64,1° N, 289,8° E | 16,6          | Prénom hindou                                        |
| Ines     | 67,1° S, 241,9° E | 11,2          | Prénom portugais/espagnol                            |
| Inga     | 38,1° N, 226,6° E | 10            | Prénom danois                                        |
| Ingrid   | 12,4° S, 308,9° E | 11,5          | Prénom scandinave                                    |
| Inira    | 43,1° S, 239,4° E | 16,5          | Prénom eskimo                                        |
| Inkeri   | 28,3° S, 223,9° E | 10,1          | Prénom finlandais                                    |
| Iondra   | 10,5° N, 286,5° E | 7,9           | Prénom selkoupe                                      |
| Iraida   | 27,8° N, 108,1° E | 6,5           | Prénom grec                                          |
| Irene    | 49,8° N, 134° E   | 13,6          | Prénom grec                                          |
| Irina    | 35° N, 91,2° E    | 15,2          | Prénom russe                                         |
| Irinuca  | 51,4° N, 121,9° E | 8             | Prénom roumain                                       |
| Irma     | 50,9° S, 122° E   | 9,5           | Prénom finlandais                                    |
| Isabella | 29,8° S, 204,2° E | 175           | Isabelle Ire de Castile, reine espagnole (1451–1504) |
| Isako    | 9° S, 278° E      | 13,5          | Prénom japonais                                      |
| Isolde   | 74,5° S, 211,9° E | 11,9          | Prénom anglais                                       |
| Istadoy  | 51,8° S, 132,6° E | 5,4           | Prénom tadjik/persan                                 |
| Ivka     | 68,2° N, 303,8° E | 14,9          | Prénom serbo-croate                                  |
| Ivne     | 27° S, 132,8° E   | 9             | Prénom koriak                                        |
| Izakay   | 12,3° S, 210,8° E | 10,2          | Prénom mari                                          |
| Izudyr   | 53,9° S, 135,2° E | 6,6           | Prénom mari                                          |

## J
| Nom          | Coordonnées       | Diamètre (km) | Origine du nom                                                    |
| ------------ | ----------------- | ------------- | ----------------------------------------------------------------- |
| Jaantje      | 46,5° N, 123° E   | 7,8           | Prénom néerlandais                                                |
| Jacqueline   | 70,1° S, 123,6° E | 16,5          | Prénom français                                                   |
| Jadwiga      | 68,4° N, 91° E    | 12,7          | Prénom polonais                                                   |
| Jalgurik     | 42,3° S, 125,1° E | 7,5           | Prénom evenk/toungouse                                            |
| Jamila       | 45,8° N, 134,8° E | 7,9           | Prénom arabe                                                      |
| Jane         | 60,5° S, 304,8° E | 10,2          | Prénom hébreu                                                     |
| Janice       | 87,3° N, 261,9° E | 10            | Prénom anglais                                                    |
| Janina       | 2° S, 135,7° E    | 9,3           | Prénom polonais                                                   |
| Janyl        | 28° S, 138,8° E   | 5,6           | Prénom kirghiz                                                    |
| Jasmin       | 15,6° N, 61,6° E  | 15,1          | Prénom persan                                                     |
| Jeanne       | 40,1° N, 331,5° E | 19,4          | Prénom français                                                   |
| Jennifer     | 4,6° S, 99,8° E   | 9,6           | Prénom grec                                                       |
| Jerusha      | 22° S, 342,7° E   | 17,2          | Prénom hébreu                                                     |
| Jex-Blake    | 65,4° N, 169,3° E | 31,6          | Sophia Jex-Blake, médecin britannique (1840–1912)                 |
| Jhirad       | 16,8° S, 105,6° E | 50,2          | Jerusha Jhirad, médecin indienne (1891–1984)                      |
| Jitka        | 61,9° S, 70,9° E  | 13            | Prénom slovaque                                                   |
| Jocelyn      | 33,2° S, 276,4° E | 14            | Prénom allemand                                                   |
| Jodi         | 35,7° S, 68,7° E  | 10,2          | Prénom anglais                                                    |
| Johanna      | 19,5° N, 247,3° E | 15,1          | Prénom hébreu                                                     |
| Johnson      | 51,8° N, 254,6° E | 24,5          | Amy Johnson, aviatrice australienne (1903–1941)                   |
| Joliot-Curie | 1,6° S, 62,4° E   | 91,1          | Irène Joliot-Curie, physicienne française (1897–1956), prix Nobel |
| Joshee       | 5,5° N, 288,7° E  | 37            | Anandi Gopal Joshi, médecin indienne (1865–1887)                  |
| Juanita      | 62,8° S, 90° E    | 19,3          | Prénom espagnol                                                   |
| Judith       | 29,1° S, 104,5° E | 16,6          | Prénom hébreu                                                     |
| Julie        | 51° N, 242,6° E   | 13,5          | Prénom tchèque/allemand                                           |
| Jumaisat     | 15,1° S, 135,6° E | 7,5           | Prénom koumyk                                                     |
| Jutta        | 0° N, 142,6° E    | 7             | Prénom finlandais                                                 |

## K
| Nom        | Coordonnées       | Diamètre (km) | Origine du nom                                                     |
| ---------- | ----------------- | ------------- | ------------------------------------------------------------------ |
| Kafutchi   | 26,7° N, 16,4° E  | 7,1           | Prénom bantou                                                      |
| Kahlo      | 59,9° S, 178,9° E | 35,6          | Frida Kahlo, artiste mexicain (1910–1954)                          |
| Kaikilani  | 32,8° S, 163,2° E | 19,9          | Kaikilani, première femme dirigeante de Hawaï (c. 1555)            |
| Kaisa      | 13,5° N, 293,3° E | 12            | Prénom finlandais                                                  |
| Kala       | 1,5° N, 314,4° E  | 17,4          | Prénom koriak                                                      |
| Kalombo    | 30,5° S, 34° E    | 9,6           | Prénom bantou                                                      |
| Kanik      | 32,5° S, 249,9° E | 16,5          | Prénom nivkhe                                                      |
| Karen      | 12,4° S, 17,7° E  | 10,5          | Prénom grec                                                        |
| Karo       | 21,9° N, 37,2° E  | 7             | Prénom māori                                                       |
| Kartini    | 57,8° N, 333° E   | 23,4          | Raden Adjeng Kartini, éducatrice javanaise (1879–1904)             |
| Kastusha   | 28,6° S, 59,9° E  | 13            | Prénom mordve                                                      |
| Katrya     | 29,5° S, 108,7° E | 9,2           | Prénom ukrainien                                                   |
| Katya      | 57,8° N, 285,7° E | 10,5          | Prénom russe                                                       |
| Kauffman   | 49,4° N, 27,1° E  | 25,5          | Angelica Kauffmann, peintre allemande (1741–1807)                  |
| Kavtora    | 59° N, 23,3° E    | 9,8           | Prénom afghan                                                      |
| Kelea      | 8,9° N, 25,6° E   | 24,5          | Keleanohoanaapiapi, chef de Maui (c. 1450)                         |
| Kelila     | 52,6° N, 191,8° E | 5             | Prénom hébreu                                                      |
| Kelly      | 4,8° S, 359,2° E  | 11,2          | Prénom gaélique                                                    |
| Kemble     | 47,7° N, 14,9° E  | 23,6          | Fanny Kemble, actrice anglaise (1809–1893)                         |
| Kenny      | 44,4° S, 271,1° E | 52,7          | Elizabeth Kenny, infirmière et thérapeute australienne (1886–1952) |
| Ketzia     | 3,9° N, 300,5° E  | 14,6          | Prénom hébreu                                                      |
| Khadako    | 54,2° N, 139,3° E | 7,4           | Prénom nénètse                                                     |
| Khafiza    | 6° N, 299,2° E    | 7             | Prénom arabe                                                       |
| Khatun     | 40,3° N, 87,2° E  | 44,1          | Mihri Khatun, poétesse turque (1456–1514)                          |
| Khelifa    | 1,5° S, 129,9° E  | 10,8          | Prénom arabe                                                       |
| Kimitonga  | 25,1° S, 48,3° E  | 5             | Prénom polynésien                                                  |
| Kingsley   | 22,6° S, 306,4° E | 26,6          | Mary Kingsley, exploratrice et écrivaine anglaise (1862–1900)      |
| Kiris      | 20,9° N, 98,8° E  | 13,3          | Prénom letton                                                      |
| Kitna      | 28,9° S, 277,3° E | 15,3          | Prénom kamchatka                                                   |
| Klafsky    | 20,7° S, 188,1° E | 25,5          | Katharina Klafsky, chanteuse d'opéra hongroise (1855–1896)         |
| Klenova    | 78,1° N, 104,5° E | 141           | Maria Klenova, géologue soviétique (c. 1910-1978)                  |
| Kodu       | 0,9° N, 338,7° E  | 10,5          | Prénom wolof                                                       |
| Koidula    | 64,2° N, 139,6° E | 67            | Lydia Koidula, poétesse estonienne (1843–1886)                     |
| Koinyt     | 30,9° S, 293,2° E | 11,7          | Prénom nivkhe                                                      |
| Kollado    | 61° S, 53,4° E    | 5,5           | Prénom peul                                                        |
| Kollwitz   | 25,2° N, 133,6° E | 29,1          | Käthe Kollwitz, artiste allemande (1867–1945)                      |
| Konopnicka | 14,5° N, 166,6° E | 20,1          | Maria Konopnicka, poétesse polonaise (1842–1910)                   |
| Kosi       | 43,9° S, 54,9° E  | 7,7           | Prénom éwé                                                         |
| Kristina   | 65,2° S, 315,9° E | 9,7           | Prénom latin                                                       |
| Kumba      | 26,3° N, 332,7° E | 11,4          | Prénom peul                                                        |
| Kumudu     | 61,3° N, 154,1° E | 4,4           | Prénom cingalais                                                   |
| Kuro       | 7,8° N, 57,6° E   | 8,8           | Prénom peul                                                        |
| Kyen       | 6,2° S, 64,7° E   | 5,2           | Prénom bantou                                                      |
| Kylli      | 41,1° N, 67° E    | 13,2          | Prénom finlandais                                                  |

## L
| Nom         | Coordonnées         | Diamètre (km) | Origine du nom                                                                      |
| ----------- | ------------------- | ------------- | ----------------------------------------------------------------------------------- |
| La Fayette  | 70,2° N, 107,6° E   | 39,6          | Marie la Fayette, femme de lettres française (1634-1693)                            |
| Lachappelle | 26,7° N, 336,7° E   | 36,8          | Marie-Louise Lachapelle, chercheuse en médecine française (1769–1821)               |
| Lagerlöf    | 81,2° N, 285,2° E   | 56            | Selma Lagerlöf, romancière suédoise (1858–1940)                                     |
| Landowska   | 84,6° N, 74,3° E    | 33            | Wanda Landowska, claveciniste polonaise (1877–1959)                                 |
| Langtry     | 17° S, 155° E       | 50,3          | Lillie Langtry, actrice anglaise (1853–1929)                                        |
| Lara        | 4,2° S, 2,9° E      | 3,4           | Prénom latin                                                                        |
| Larisa      | 18,47° S, 131,06° E | 3,7           | Prénom latin                                                                        |
| Laulani     | 68,2° S, 121,2° E   | 12,4          | Prénom hawaïen                                                                      |
| Laura       | 48,9° N, 141,2° E   | 17,2          | Prénom espagnol/italien                                                             |
| Laurencin   | 15,4° S, 46,5° E    | 29,8          | Marie Laurencin, peintre française (1885–1956)                                      |
| Lazarus     | 52,9° S, 127,2° E   | 24,2          | Emma Lazarus, poétesse américaine (1849–1887)                                       |
| Leah        | 34,2° S, 187,8° E   | 12            | Prénom hébreu                                                                       |
| Lebedeva    | 45,2° N, 49,8° E    | 37,4          | Sarah Lebedeva, sculptrice soviétique (1881–1968)                                   |
| Lehmann     | 44,1° S, 39,1° E    | 21,7          | Inge Lehmann, géophysicienne danoise (1888-1993)                                    |
| Leida       | 23,3° S, 266,6° E   | 18,8          | Prénom estonien                                                                     |
| Leila       | 44,2° S, 86,8° E    | 18,8          | Prénom arabe                                                                        |
| Lena        | 39,5° N, 23° E      | 15,2          | Prénom russe                                                                        |
| Lenore      | 38,7° N, 292,2° E   | 15,5          | Prénom grec                                                                         |
| Leona       | 3,1° S, 169° E      | 3             | Prénom grec                                                                         |
| Leonard     | 73,8° S, 185,2° E   | 31,7          | Wrexie Leonard, assistante de Percival Lowell (1867–1937)                           |
| Leslie      | 11,2° S, 13,5° E    | 7,2           | Prénom anglais                                                                      |
| Letitia     | 34,5° N, 288,7° E   | 17,5          | Prénom latin                                                                        |
| Leyster     | 1° N, 260° E        | 45,8          | Judith Leyster, peintre néerlandaise (1609–1660)                                    |
| Lhagva      | 75,8° S, 300,1° E   | 7,9           | Prénom mongol                                                                       |
| Li Qingzhao | 23,7° N, 94,6° E    | 22,8          | Li Qingzhao, essayiste chinoise (1085–1151)                                         |
| Lida        | 36,6° N, 273,9° E   | 20,3          | Prénom russe                                                                        |
| Lilian      | 25,6° N, 336° E     | 13,5          | Prénom hébreu                                                                       |
| Liliya      | 30,2° N, 31,1° E    | 15            | Prénom russe                                                                        |
| Lind        | 50,2° N, 355° E     | 25,8          | Jenny Lind, cantatrice suédoise (1820–1887)                                         |
| Linda       | 12,4° S, 2,8° E     | 7,1           | Prénom latin                                                                        |
| Lineta      | 5° S, 354,1° E      | 15,6          | Prénom letton                                                                       |
| Lisa        | 29° N, 182° E       | 4,5           | Prénom hébreu                                                                       |
| Liv         | 21,1° S, 303,9° E   | 11,2          | Prénom norvégien                                                                    |
| Loan        | 28,3° N, 60° E      | 7,4           | Prénom vietnamien                                                                   |
| Lockwood    | 32,9° S, 51,6° E    | 22            | Belva Ann Bennett Lockwood, juriste et féministe américaine (1830–1917)             |
| Lois        | 17,9° S, 214,7° E   | 13,5          | Prénom grec                                                                         |
| Lonsdale    | 55,6° N, 222,4° E   | 43            | Kathleen Lonsdale, physicienne et cristallographe anglaise (1903–1971)              |
| Lorelei     | 55,7° N, 243,9° E   | 15            | Prénom allemand                                                                     |
| Loretta     | 19,7° S, 202,6° E   | 13,5          | Prénom latin                                                                        |
| Lotta       | 51,1° N, 335,9° E   | 11,8          | Prénom Russe                                                                        |
| Lu Zhi      | 42,6° S, 303,4° E   | 8,3           | Prénom chinois                                                                      |
| Lucia       | 62,1° S, 67,8° E    | 16            | Prénom latin                                                                        |
| Lullin      | 23° N, 81,3° E      | 25,1          | Maria Lullin, entomologiste suisse (1750–1831)                                      |
| Lydia       | 10,7° N, 340,7° E   | 15,2          | Prénom grec                                                                         |
| Lyon        | 66,5° S, 270,6° E   | 12,4          | Mary Lyon, éducatrice américaine et fondatrice du Mount Holyoke College (1797–1849) |
| Lyuba       | 1,6° N, 283,9° E    | 12,4          | Prénom russe                                                                        |
| Lyudmila    | 62,1° N, 329,7° E   | 14,1          | Prénom russe                                                                        |

## M
| Nom           | Coordonnées       | Diamètre (km) | Origine du nom                                                                                    |
| ------------- | ----------------- | ------------- | ------------------------------------------------------------------------------------------------- |
| Ma Shouzhen   | 35,7° S, 92,5° E  | 18,9          | Ma Shouzhen, poétesse et peintre chinoise (1592–1628)                                             |
| Maa-Ling      | 14,7° S, 359,5° E | 6             | Prénom chinois                                                                                    |
| MacDonald     | 30° N, 120,7° E   | 17,6          | Flora MacDonald, héroïne jacobite (1722–1790)                                                     |
| Madeleine     | 4,7° S, 293,2° E  | 16            | Prénom français                                                                                   |
| Madina        | 22,7° N, 58° E    | 6,3           | Prénom kabarde                                                                                    |
| Mae           | 40,5° S, 345,2° E | 7,5           | Prénom grec                                                                                       |
| Magda         | 67° N, 329,7° E   | 10,1          | Prénom danois                                                                                     |
| Magdalena     | 11,2° S, 48,7° E  | 11,5          | Prénom espagnol                                                                                   |
| Magnani       | 58,6° N, 337,2° E | 26,4          | Anna Magnani, actrice italienne (1908–1973)                                                       |
| Mahina        | 2° S, 182,2° E    | 15,4          | Prénom hawaïen                                                                                    |
| Makola        | 3,8° S, 106,7° E  | 16,6          | Prénom hawaïen                                                                                    |
| Maltby        | 23,3° S, 119,7° E | 36,6          | Margaret Maltby, physicienne américaine (1860–1944)                                               |
| Mamajan       | 65,1° S, 257,3° E | 2             | Prénom turc                                                                                       |
| Mansa         | 33,9° S, 63,4° E  | 8,1           | Prénom akan                                                                                       |
| Manton        | 9,3° N, 26,9° E   | 20,5          | Sidnie Manton, zoologiste britannique (1902–1979) Irene Manton, botaniste britannique (1904–1988) |
| Manzolini     | 25,6° N, 91,3° E  | 41,8          | Anna Morandi, anatomiste et professeure italienne (1714–1774)                                     |
| Maranda       | 4,9° N, 169,7° E  | 16,8          | Prénom letton                                                                                     |
| Marere        | 19,6° N, 65,8° E  | 6,3           | Prénom polynésien                                                                                 |
| Maret         | 33,3° S, 280,2° E | 11,7          | Prénom estonien                                                                                   |
| Margarita     | 12,7° N, 9,2° E   | 13            | Prénom grec                                                                                       |
| Margit        | 60,1° N, 273,1° E | 14            | Prénom hongrois                                                                                   |
| Maria Celeste | 23,4° N, 140,4° E | 97,5          | Sœur Marie Céleste, fille de Galilée (1600-1634)                                                  |
| Marianne      | 9,3° N, 358° E    | 9             | Prénom grec                                                                                       |
| Marie         | 21,7° S, 232,4° E | 14,2          | Prénom français                                                                                   |
| Mariko        | 23,3° S, 132,9° E | 12,9          | Prénom japonais                                                                                   |
| Markham       | 4,1° S, 155,6° E  | 71,8          | Beryl Markham, aviatrice kényane (1902-1986)                                                      |
| Marsh         | 63,6° S, 46,6° E  | 47,7          | Ngaio Marsh, écrivaine néo-zélandaise (1895-1982)                                                 |
| Martinez      | 11,7° S, 174,7° E | 23,5          | Maria Montoya Martinez, artiste nord-amérindienne (1887-1980)                                     |
| Marysya       | 53,3° N, 75,1° E  | 6,3           | Prénom biélorusse                                                                                 |
| Marzhan       | 58,9° S, 248,3° E | 13,8          | Prénom karakalpak                                                                                 |
| Masako        | 30,2° S, 53,2° E  | 23,8          | Hōjō Masako, régente japonaise (1156-1225)                                                        |
| Masha         | 60,7° N, 88,5° E  | 6,4           | Prénom russe                                                                                      |
| Matahina      | 72,3° S, 65,9° E  | 8,5           | Prénom polynésien                                                                                 |
| Maurea        | 39,5° S, 69,1° E  | 9,9           | Prénom polynésien                                                                                 |
| Mbul'di       | 23,8° N, 74,7° E  | 6             | Prénom peul                                                                                       |
| Mead          | 12,5° N, 57,2° E  | 270           | Margaret Mead, anthropologue américaine (1901-1978)                                               |
| Medhavi       | 19,4° S, 40,6° E  | 30,4          | Pandita Ramabai Medhavi, humaniste indienne (1858–1922)                                           |
| Megan         | 61,8° S, 130,6° E | 15,8          | Prénom gallois                                                                                    |
| Meitner       | 55,6° S, 321,6° E | 149           | Lise Meitner, physicienne autrichienne (1878-1968)                                                |
| Melanie       | 62,8° S, 144,3° E | 12,3          | Prénom grec                                                                                       |
| Melanka       | 34,4° N, 19,2° E  | 9             | Prénom ukrainien                                                                                  |
| Melba         | 4,7° N, 193,5° E  | 21,8          | Nellie Melba, chanteuse d'opéra australienne (1861-1931)                                          |
| Melina        | 69,9° S, 319,5° E | 12,7          | Prénom grec                                                                                       |
| Meredith      | 14,5° S, 278,9° E | 11,4          | Prénom anglais                                                                                    |
| Merian        | 34,5° N, 76,3° E  | 22,2          | Anna Maria Sibylla Merian, naturaliste et peintre allemande (1647-1717)                           |
| Merit Ptah    | 11,4° N, 115,6° E | 16,5          | Méryt-Ptah, médecin de l'ancienne Égypte                                                          |
| Michelle      | 19,6° S, 40,5° E  | 15            | Prénom français                                                                                   |
| Mildred       | 51,7° S, 348,3° E | 12            | Prénom anglais                                                                                    |
| Millay        | 24,4° N, 111,2° E | 48            | Edna St. Vincent Millay, poétesse américaine (1892–1950)                                          |
| Miovasu       | 72,1° N, 99,9° E  | 4,5           | Prénom cheyenne                                                                                   |
| Mirabeau      | 1,1° N, 284,3° E  | 23,8          | Sibylle Mirabeau, romancière française (1849-1932)                                                |
| Miriam        | 36,5° N, 48,2° E  | 16,5          | Prénom hébreu                                                                                     |
| Mona Lisa     | 25,6° N, 25,1° E  | 79,4          | Lisa Giacondo, modèle de Léonard de Vinci                                                         |
| Monika        | 72,3° N, 122,4° E | 25,5          | Prénom allemand                                                                                   |
| Montessori    | 59,4° N, 280° E   | 42,1          | Maria Montessori, pédagogue italienne (1870-1952)                                                 |
| Montez        | 17,9° N, 266,5° E | 21,1          | Lola Montez, danseuse et courtisane irlandaise (1821-1861)                                        |
| Moore         | 30,4° S, 248,4° E | 21,1          | Marianne Moore, écrivaine et poétesse américaine (1887-1972)                                      |
| Morisot       | 61,2° S, 211,3° E | 48            | Berthe Morisot, peintre française (1841-1895)                                                     |
| Mosaido       | 17,3° N, 75,2° E  | 7,4           | Prénom peul                                                                                       |
| Moses         | 34,6° N, 119,9° E | 28            | Grandma Moses, artiste américaine (1860-1961)                                                     |
| Mowatt        | 14,6° S, 292,3° E | 38,4          | Anna Cora Mowatt, actrice, dramaturge et femme de lettres américaine (1819–1870)                  |
| Mu Guiying    | 41,2° N, 81° E    | 32,3          | Mu Guiying, guerrière chinoise légendaire                                                         |
| Mukhina       | 29,5° N, 0,5° E   | 24,5          | Vera Moukhina, sculptrice soviétique (1889-1953)                                                  |
| Mumtaz-Mahal  | 30,3° N, 228,4° E | 38,2          | Mumtaz Mahal, pour qui fut construit le Taj Mahal (1593-1631)                                     |
| Munter        | 15,3° S, 39,3° E  | 32,1          | Gabriele Münter, peintre allemande (1877-1962)                                                    |
| Muriel        | 41,7° S, 12,4° E  | 20,2          | Prénom grec                                                                                       |

## N
| Nom        | Coordonnées       | Diamètre (km) | Origine du nom                                                          |
| ---------- | ----------------- | ------------- | ----------------------------------------------------------------------- |
| Nadeyka    | 54,8° S, 305,3° E | 9,3           | Prénom biélorusse                                                       |
| Nadia      | 27,9° S, 0,6° E   | 11,3          | Prénom russe                                                            |
| Nadine     | 7,8° N, 359,1° E  | 18,6          | Prénom français                                                         |
| Nadira     | 44,1° N, 201,5° E | 31,4          | Nadira, poétesse ouzbèke (1791–1842)                                    |
| Nakai      | 61° S, 286,2° E   | 4,5           | Prénom cheyenne                                                         |
| Nalkowska  | 28,1° N, 290° E   | 22,2          | Zofia Nałkowska, romancière et dramaturge polonaise (1884–1954)         |
| Nalkuta    | 30,1° N, 307,8° E | 6,5           | Prénom ossète                                                           |
| Namiko     | 43,4° N, 56,2° E  | 13            | Prénom japonais                                                         |
| Nana       | 49,8° N, 75,4° E  | 8,8           | Prénom serbo-croate                                                     |
| Nancy      | 6,4° N, 272,2° E  | 4,4           | Prénom hébreu                                                           |
| Nanichi    | 44,8° S, 337,8° E | 19            | Prénom taíno                                                            |
| Naomi      | 6° N, 70,3° E     | 17,5          | Prénom hébreu                                                           |
| Nastya     | 49° S, 275,8° E   | 12,5          | Prénom russe dérivé d'Anastasiya                                        |
| Natalia    | 67,1° N, 272,9° E | 10,8          | Prénom roumain                                                          |
| Ndella     | 15,9° S, 60,7° E  | 5,9           | Prénom wolof                                                            |
| Neda       | 16,7° N, 313,5° E | 7,7           | Prénom macédonien                                                       |
| Nedko      | 8,8° S, 317,6° E  | 8,5           | Prénom nénètse                                                          |
| Neeltje    | 12,4° N, 124,4° E | 10            | Prénom néerlandais                                                      |
| Nelike     | 26,8° S, 329,2° E | 6,3           | Prénom nanaï                                                            |
| Němcová    | 5,9° N, 125,1° E  | 22,9          | Božena Němcová, romancière et poétesse tchèque (1820–1882)              |
| Nevelson   | 35,3° S, 307,8° E | 69,8          | Louise Nevelson, artiste américaine (1899–1988)                         |
| Ngaio      | 53,3° S, 61,8° E  | 9,5           | Prénom māori                                                            |
| Ngone      | 6° N, 331,9° E    | 12,2          | Prénom wolof                                                            |
| Nicole     | 48,4° N, 259,3° E | 6,4           | Prénom français                                                         |
| Nijinskaya | 25,8° N, 122,5° E | 36,2          | Bronislava Nijinskaya, danseuse russe (1891–1972)                       |
| Nilanti    | 38,2° S, 331,4° E | 9,2           | Prénom cingalais                                                        |
| Nilsson    | 75,9° S, 277,6° E | 27,3          | Christine Nilsson, chanteuse d'opéra et violoniste suédoise (1843–1921) |
| Nin        | 3,9° S, 266,4° E  | 27,1          | Anaïs Nin, romancière française (1903–1977)                             |
| Nina       | 55,5° S, 238,7° E | 24,6          | Prénom russe                                                            |
| Ninzi      | 15,9° N, 331,7° E | 7,1           | Prénom birman                                                           |
| Nofret     | 58,8° S, 252,2° E | 22,5          | Néfret, princesse égyptienne de la IVe dynastie                         |
| Nomeda     | 49,2° S, 55,5° E  | 10,4          | Prénom lituanien                                                        |
| Noreen     | 33,6° N, 22,7° E  | 18,6          | Prénom irlandais                                                        |
| Noriko     | 5,3° S, 358,3° E  | 7,5           | Prénom japonais                                                         |
| Nsele      | 6,7° N, 64,2° E   | 5,1           | Prénom mandinka                                                         |
| Nuon       | 78,6° N, 336,6° E | 6,5           | Prénom khmer                                                            |
| Nuriet     | 20,6° N, 245,6° E | 17,9          | Prénom caucasien adyguéen                                               |
| Nutsa      | 27,5° N, 341,2° E | 8             | Prénom abkhaze                                                          |
| Nyal'ga    | 17° N, 64,5° E    | 5,5           | Prénom peul                                                             |
| Nyele      | 22,7° S, 318,4° E | 11,9          | Prénom mandinka                                                         |
| Nyogari    | 46,4° S, 306,4° E | 13            | Prénom éwé                                                              |

## O
| Nom       | Coordonnées       | Diamètre (km) | Origine du nom                                           |
| --------- | ----------------- | ------------- | -------------------------------------------------------- |
| O'Connor  | 26° S, 143,9° E   | 30,4          | Flannery O'Connor, écrivaine américaine (1925–1964)      |
| O'Keeffe  | 24,5° N, 228,8° E | 76,9          | Georgia O'Keeffe, peintre américaine (1887–1986)         |
| Oakley    | 29,3° S, 310,5° E | 18,4          | Annie Oakley, tireur d'élite américaine (1860–1926)      |
| Obukhova  | 70,7° N, 289,7° E | 46            | Nadezhda Obukhova (en), chanteuse soviétique (1886–1961) |
| Odarka    | 40,8° N, 138,2° E | 7             | Prénom ukrainien                                         |
| Odikha    | 41,6° S, 238,1° E | 10,6          | Prénom ouzbek                                            |
| Odilia    | 81,2° N, 200,2° E | 20,8          | Prénom portugais                                         |
| Ogulbek   | 2,4° N, 145° E    | 6,5           | Prénom turkmène                                          |
| Oivit     | 73,9° S, 195,5° E | 4,8           | Prénom cheyenne                                          |
| Oksana    | 11,9° N, 352° E   | 7,7           | Prénom ukrainien                                         |
| Oku       | 64,2° S, 232,2° E | 13,3          | Prénom carélien                                          |
| Olena     | 10,9° N, 149° E   | 7             | Prénom ukrainien                                         |
| Olesnicka | 18,3° N, 210,9° E | 33            | Zofia Oleśnicka, poétesse polonaise                      |
| Olesya    | 5,6° N, 273,3° E  | 12            | Prénom ukrainien                                         |
| Olga      | 26,1° N, 283,8° E | 15,5          | Prénom russe                                             |
| Olivia    | 37,2° N, 207,9° E | 10,2          | Prénom néerlandais                                       |
| Olya      | 51,4° N, 291,8° E | 13,4          | Prénom russe                                             |
| Oma       | 42,7° S, 329,1° E | 7,6           | Prénom sioux                                             |
| Onissya   | 25,6° S, 150,2° E | 8,2           | Prénom komi-permiak                                      |
| Opika     | 57,1° S, 151,9° E | 9,8           | Prénom tchouvache                                        |
| Orczy     | 3,7° N, 52,3° E   | 26,9          | Emma Orczy, écrivaine hongroise (1865–1947)              |
| Orguk     | 23,5° S, 198,2° E | 11,7          | Prénom nivkhe                                            |
| Orlette   | 68,1° S, 193,3° E | 12,5          | Prénom français                                          |
| Orlova    | 56,5° N, 235° E   | 19,6          | Lioubov Orlova, actrice soviétique (1902–1975)           |
| Ortensia  | 7,6° N, 155,7° E  | 7             | Prénom italien                                           |
| Oshalche  | 29,7° N, 155,5° E | 8,3           | Prénom mari                                              |
| Ossipenko | 71,2° N, 321° E   | 30            | Polina Ossipenko, aviatrice soviétique (1907–1939)       |
| Ottavia   | 47,5° S, 187,1° E | 12,9          | Prénom romain                                            |
| Outi      | 61,6° N, 267,7° E | 10,5          | Prénom finlandais                                        |

## P
| Nom       | Coordonnées       | Diamètre (km) | Origine du nom                                                              |
| --------- | ----------------- | ------------- | --------------------------------------------------------------------------- |
| Paige     | 1,2° S, 24,6° E   | 6,8           | Prénom italien                                                              |
| Pamela    | 11° N, 238,5° E   | 14,2          | Prénom anglais                                                              |
| Parishan  | 0,2° S, 146,5° E  | 6,8           | Prénom persan                                                               |
| Parra     | 20,5° N, 78,5° E  | 42,4          | Violeta Parra, artiste folklorique chilienne (1917 -1967)                   |
| Parvina   | 62,2° S, 153° E   | 7             | Prénom persan                                                               |
| Pasha     | 42,7° N, 156,3° E | 7,2           | Prénom russe                                                                |
| Pat       | 2,9° N, 262,6° E  | 10,1          | Prénom anglais                                                              |
| Patimat   | 1,3° S, 156,5° E  | 5,1           | Prénom daghestanais                                                         |
| Patti     | 35° N, 301,6° E   | 47            | Adelina Patti, chanteuse italienne (1843–1919)                              |
| Pavlinka  | 25,5° S, 158,7° E | 7,5           | Prénom biélorusse                                                           |
| Peck      | 28,9° S, 294,3° E | 30,4          | Annie Peck, alpiniste et éducatrice américaine (1850–1935)                  |
| Peggy     | 20,4° S, 357,2° E | 11,9          | Prénom anglais                                                              |
| Peña      | 23,6° S, 190,6° E | 29,6          | Tonita Peña, artiste pueblo (1895–1949)                                     |
| Phaedra   | 35,9° N, 252,7° E | 15,7          | Prénom grec                                                                 |
| Philomena | 40,7° S, 151,9° E | 14,8          | Prénom grec                                                                 |
| Phryne    | 46,2° S, 314,7° E | 39,4          | Phryné, modèle et courtisane grecque                                        |
| Phyllis   | 12,3° N, 132,4° E | 11,4          | Prénom grec                                                                 |
| Piaf      | 0,8° N, 5,3° E    | 39,1          | Édith Piaf, chanteuse française (1915–1963)                                 |
| Piret     | 37,8° N, 41,7° E  | 27            | Prénom estonien                                                             |
| Pirkko    | 44,8° N, 254,6° E | 12,3          | Prénom finlandais                                                           |
| Piscopia  | 1,5° N, 190,9° E  | 26,2          | Elena Cornaro Piscopia, mathématicienne et éducatrice italienne (1646–1684) |
| Polenova  | 45,5° S, 335,5° E | 41            | Elena Polenova, peintre russe (1850–1898)                                   |
| Polina    | 42,4° N, 148,2° E | 21,6          | Prénom russe                                                                |
| Ponselle  | 63° S, 289,1° E   | 57,7          | Rosa Ponselle, chanteuse d'opéra américaine (1897–1981)                     |
| Potanina  | 31,6° N, 53,1° E  | 94,2          | Aleksandra Potanina, exploratrice russe (1843–1893)                         |
| Potter    | 7,2° N, 309,1° E  | 46,9          | Beatrix Potter, écrivaine anglaise pour enfants (1866–1943)                 |
| Prichard  | 44° N, 11,5° E    | 23,3          | Katharine Susannah Prichard, écrivaine australienne (1884–1969)             |
| Puhioia   | 20,6° N, 69,4° E  | 5,5           | Prénom māori                                                                |
| Purev     | 31,1° S, 46,4° E  | 11,6          | Prénom mongol                                                               |
| Pychik    | 62,4° S, 33,8° E  | 10,1          | Prénom chukcha                                                              |

## Q
| Nom      | Coordonnées       | Diamètre (km) | Origine du nom                                   |
| -------- | ----------------- | ------------- | ------------------------------------------------ |
| Qarlygha | 33° S, 162,9° E   | 9,3           | Prénom kazakh                                    |
| Quimby   | 5,7° S, 76,7° E   | 23,2          | Harriet Quimby, aviatrice américaine (1875-1912) |
| Qulzhan  | 23,5° N, 165,4° E | 7,9           | Prénom kazakh                                    |
| Quslu    | 6,2° N, 166,8° E  | 8,7           | Prénom kazakh                                    |

## R
| Nom          | Coordonnées       | Diamètre (km) | Origine du nom                                                            |
| ------------ | ----------------- | ------------- | ------------------------------------------------------------------------- |
| Rachel       | 48,7° S, 13,5° E  | 12,5          | Prénom hébreu                                                             |
| Radhika      | 30,3° S, 166,4° E | 7,9           | Prénom tamoul                                                             |
| Radka        | 75,6° N, 96,3° E  | 10,5          | Prénom bulgare                                                            |
| Radmila      | 69,1° N, 167° E   | 5,2           | Prénom serbo-croate                                                       |
| Rae          | 8,9° S, 58,4° E   | 5,5           | Dérivé de Rachel, prénom hébreu                                           |
| Rafiga       | 62,9° N, 175,6° E | 5,7           | Prénom azéri                                                              |
| Raisa        | 27,5° N, 280,3° E | 13,5          | Prénom russe                                                              |
| Raki         | 49,4° S, 70° E    | 7,5           | Prénom peul                                                               |
| Rampyari     | 50,6° N, 179,3° E | 7,7           | Prénom hindou                                                             |
| Rand         | 63,8° S, 59,5° E  | 24,3          | Ayn Rand, écrivaine américaine (1905–1982)                                |
| Rani         | 64,1° N, 160,4° E | 10,7          | Prénom hindou                                                             |
| Raymonde     | 48,4° N, 191,5° E | 5,3           | Prénom français                                                           |
| Rebecca      | 12,1° S, 5,4° E   | 9,5           | Prénom hébreu                                                             |
| Recamier     | 12,6° S, 58,1° E  | 25,3          | Juliette Récamier, patriote française et opposante à Napoléon (1777-1849) |
| Regina       | 30° N, 147,3° E   | 24,9          | Prénom latin                                                              |
| Reiko        | 22,6° N, 192,1° E | 9,7           | Prénom japonais                                                           |
| Retno        | 52,9° S, 192,3° E | 7,2           | Prénom indonésien                                                         |
| Rhoda        | 11,4° N, 347,7° E | 12,2          | Prénom from Greek                                                         |
| Rhys         | 8,6° N, 298,8° E  | 44            | Jean Rhys, écrivaine galloise (1890–1979)                                 |
| Richards     | 2,5° N, 196,1° E  | 25            | Ellen Richards, fondatrice de la science de l'écologie (1842–1911)        |
| Riley        | 14,1° N, 72,5° E  | 20,2          | Margaretta Riley, botaniste anglaise (1804–1899)                          |
| Rita         | 71° N, 334,8° E   | 8,3           | Prénom Russe                                                              |
| Romanskaya   | 23,2° N, 178,4° E | 30,4          | Sofia Romanskaïa, astronome soviétique (1886–1969)                        |
| Romola       | 9,3° N, 54,2° E   | 17,5          | Prénom italien                                                            |
| Roptyna      | 62,2° N, 28,9° E  | 11,5          | Prénom chukcha                                                            |
| Rosa Bonheur | 9,7° N, 288,8° E  | 104           | Rosa Bonheur, peintre française (1822–1899)                               |
| Rose         | 35,2° S, 248,2° E | 15,5          | Prénom allemand                                                           |
| Rossetti     | 57° N, 6,4° E     | 23,4          | Christina Rossetti, poétesse anglaise (1830–1894)                         |
| Rowena       | 10,4° N, 171,4° E | 19,5          | Prénom celtique                                                           |
| Roxanna      | 26,5° N, 334,6° E | 9,5           | Prénom persan                                                             |
| Royle        | 32,7° S, 193,7° E | 6,1           | Prénom bachkir                                                            |
| Rudneva      | 78,4° N, 174,7° E | 29,8          | Varvara Roudneva, médecin russe (1844–1899)                               |
| Rufina       | 74,6° S, 195,1° E | 5             | Prénom grec                                                               |
| Ruit         | 25,5° S, 72,9° E  | 6,4           | Prénom polynésien                                                         |
| Runak        | 58,5° S, 196,3° E | 7,6           | Prénom kurde                                                              |
| Ruslanova    | 83,9° N, 16,6° E  | 44,3          | Lidia Rouslanova, chanteuse soviétique (1900–1973)                        |
| Ruth         | 43,3° N, 19,9° E  | 18,5          | Prénom hébreu                                                             |

## S

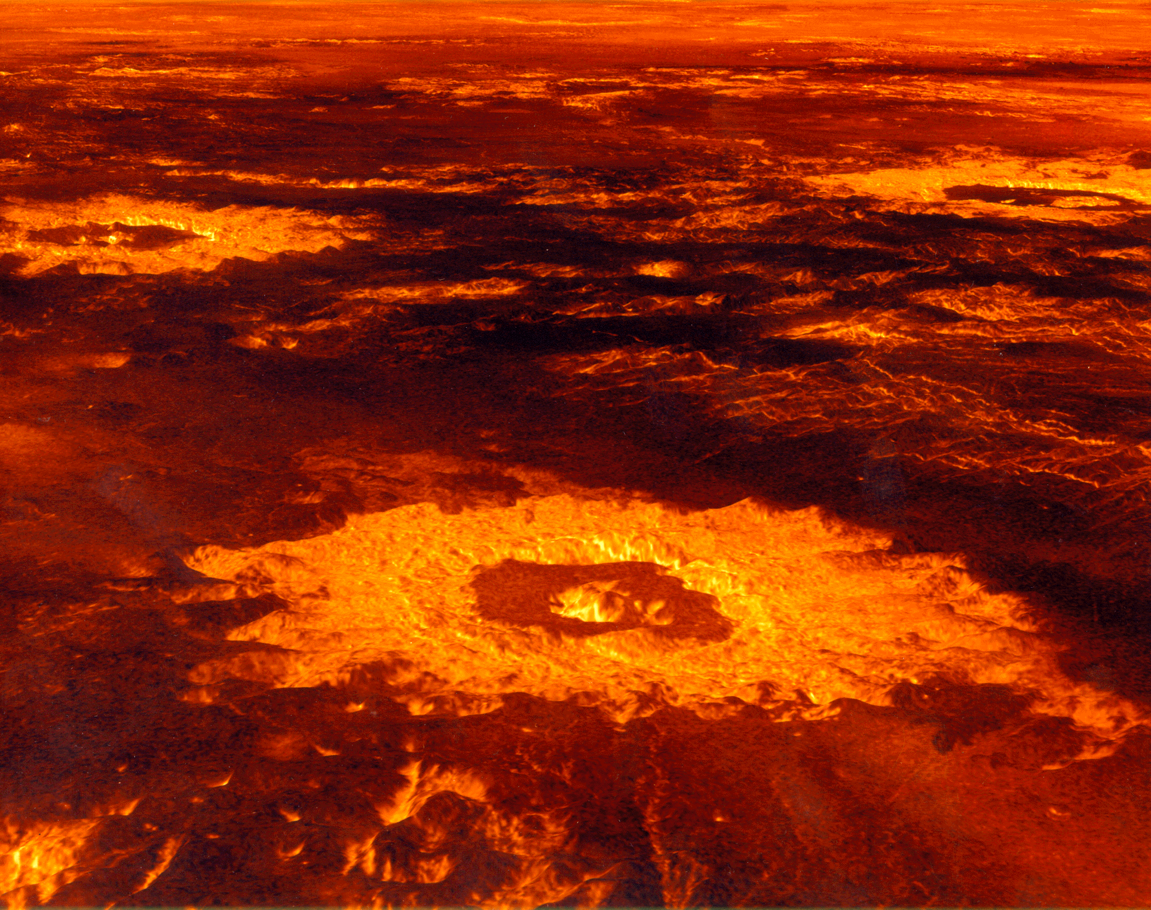
Vue 3D de la ferme de cratères de Vénus, au premier plan le cratère Saskia, le cratère Danilova à gauche et le cratère Aglaonice à droite, reconstituée d'après les photos de la mission Magellan. NASA, 12 novembre 1996.

| Nom         | Coordonnées       | Diamètre (km) | Origine du nom                                                   |
| ----------- | ----------------- | ------------- | ---------------------------------------------------------------- |
| Sabin       | 38,5° S, 274,7° E | 33,1          | Florence Rena Sabin, scientifique américaine                     |
| Sabira      | 5,8° S, 239,9° E  | 15,7          | Prénom tatar                                                     |
| Safarmo     | 10,8° S, 161,4° E | 7,4           | Prénom tadjik                                                    |
| Saida       | 28,2° N, 302° E   | 9,5           | Prénom arabe                                                     |
| Salika      | 5° S, 97,7° E     | 12,5          | Prénom mari                                                      |
| Samantha    | 45,6° N, 281,7° E | 16,9          | Prénom araméen                                                   |
| Samintang   | 39° S, 80,7° E    | 25,9          | Sin Saimdang, poétesse coréenne du XVIe siècle                   |
| Sandel      | 45,7° S, 211,7° E | 17,9          | Cora Sandel, femme de lettres norvégienne (1880–1974)            |
| Sandi       | 68,1° S, 315,1° E | 12,6          | Dérivé d'Alexandra, prénom grec                                  |
| Sandugach   | 59,9° N, 143,5° E | 10            | Prénom tatar                                                     |
| Sanger      | 33,8° N, 288,6° E | 83,6          | Margaret Sanger, chercheuse médicale américaine (1883–1966)      |
| Sanija      | 33,1° N, 251° E   | 18            | Prénom tatar                                                     |
| Saodat      | 2,9° S, 344,6° E  | 3,7           | Prénom ouzbek                                                    |
| Sarah       | 42,4° S, 1,8° E   | 18,5          | Prénom hébreu                                                    |
| Sartika     | 63,4° S, 67° E    | 18,7          | Ibu Dewi Sartika, éducatrice indonésienne (1884–1942)            |
| Sasha       | 38,3° N, 277,3° E | 4,6           | Prénom russe                                                     |
| Saskia      | 28,6° S, 337,1° E | 37,1          | Saskia van Uylenburgh, modèle et femme de Rembrandt              |
| Sayers      | 67,5° S, 229,8° E | 98            | Dorothy L. Sayers, romancière et dramaturge anglaise (1893–1957) |
| Sayligul    | 73,6° N, 172,9° E | 4,3           | Prénom persan                                                    |
| Scarpellini | 23,2° S, 34,6° E  | 27,1          | Caterina Scarpellini, astronome italienne du XIXe siècle         |
| Seiko       | 21° S, 216,6° E   | 3,4           | Prénom japonais                                                  |
| Selma       | 68,5° N, 155,9° E | 11,4          | Prénom celtique                                                  |
| Seseg       | 36,3° S, 312,6° E | 9,8           | Prénom bouriate                                                  |
| Sévigné     | 52,6° N, 326,5° E | 29,6          | Marquise de Sévigné, écrivaine française (1626–1696)             |
| Seymour     | 18,2° N, 326,5° E | 63            | Jeanne Seymour, reine anglaise (c. 1509-1537)                    |
| Shakira     | 3° N, 213,6° E    | 17,6          | Prénom bachkir                                                   |
| Shasenem    | 44° S, 258,9° E   | 9             | Prénom turkmène                                                  |
| Sheila      | 19,9° N, 50,2° E  | 5,6           | Prénom irlandais/celtique                                        |
| Shih Mai-Yu | 18,4° N, 318,9° E | 22,3          | Shih Mai-Yu, médecin chinoise (1873–1954)                        |
| Shirley     | 31,5° N, 55,4° E  | 18            | Prénom anglais                                                   |
| Shushan     | 43,8° S, 70,2° E  | 8,5           | Prénom arménien                                                  |
| Sidney      | 13,4° N, 199,6° E | 20,2          | Mary Sidney, dramaturge (1561–1621)                              |
| Sigrid      | 63,6° N, 314,4° E | 16,2          | Prénom scandinave                                                |
| Simbya      | 74,4° S, 130° E   | 4             | Prénom nganassane                                                |
| Simonenko   | 26,9° S, 97,6° E  | 31,9          | Alla Nikolaevna Simonenko, astronome soviétique (1935-1984)      |
| Sirani      | 31,5° S, 230,4° E | 28,3          | Elisabetta Sirani, peintre italienne (1638–1665)                 |
| Sitwell     | 16,6° N, 190,4° E | 32,8          | Edith Sitwell, poétesse anglaise (1887–1964)                     |
| Solace      | 35,9° N, 317,2° E | 5,3           | Prénom latin                                                     |
| Sophia      | 28,6° S, 18,8° E  | 17,6          | Prénom grec                                                      |
| Sovadi      | 44,8° S, 225,5° E | 12,4          | Prénom khmer                                                     |
| Stanton     | 23,3° S, 199,3° E | 107           | Elisabeth Cady Stanton, suffragette américaine (1815–1902)       |
| Stefania    | 51,3° N, 333,3° E | 11,7          | Prénom roumain                                                   |
| Stein       | 30,1° S, 345,5° E | 13,3          | Gertrude Stein, écrivaine américaine (1874–1946)                 |
| Steinbach   | 41,4° S, 256,9° E | 20,3          | Sabina Von Steinbach, sculptrice allemande (c. 1250)             |
| Stina       | 37,4° N, 22,8° E  | 10,4          | Prénom suédois                                                   |
| Storni      | 9,8° S, 245,6° E  | 21,7          | Alfonsina Storni, poétesse argentine (1892–1938)                 |
| Stowe       | 43,2° S, 233,2° E | 80            | Harriet Beecher Stowe, romancière américaine (1811–1896)         |
| Stuart      | 30,8° S, 20,2° E  | 68,6          | Marie Stuart, reine d'Écosse (1542–1587)                         |
| Suliko      | 9,6° N, 214,6° E  | 14,9          | Prénom géorgien                                                  |
| Sullivan    | 1,4° S, 110,9° E  | 32            | Anne Sullivan, éducatrice d'Helen Keller (1866–1936)             |
| Surija      | 5,3° N, 178,2° E  | 15,3          | Prénom azéri                                                     |
| Susanna     | 6° N, 93,3° E     | 13,3          | Prénom hébreu                                                    |
| Sveta       | 82,5° N, 273,2° E | 21            | Prénom russe                                                     |

## T
| Nom        | Coordonnées       | Diamètre (km) | Origine du nom                                                |
| ---------- | ----------------- | ------------- | ------------------------------------------------------------- |
| Taglioni   | 41,7° N, 122,6° E | 31            | Marie Taglioni, danseuse suédoise (1804–1884)                 |
| Tahia      | 44,3° N, 73,7° E  | 6,1           | Prénom polynésien                                             |
| Taira      | 1,6° S, 296,8° E  | 19,6          | Prénom ossète                                                 |
| Tako       | 25,1° N, 285,3° E | 10,7          | Prénom peul                                                   |
| Talvikki   | 41,9° N, 22° E    | 12,6          | Prénom finlandais                                             |
| Tamara     | 61,6° N, 317,2° E | 11            | Prénom géorgien                                               |
| Tanya      | 19,3° S, 282,7° E | 14            | Prénom russe                                                  |
| Tatyana    | 85,4° N, 212,4° E | 19            | Prénom russe                                                  |
| Taussig    | 9,2° S, 229° E    | 25,8          | Helen Taussig, pédiatre et cardiologue américaine (1898–1986) |
| Tehina     | 30,4° S, 76,4° E  | 5,4           | Prénom polynésien                                             |
| Tekarohi   | 21,2° N, 76,4° E  | 9,3           | Prénom polynésien                                             |
| Temou      | 10° S, 83,4° E    | 9,3           | Prénom polynésien                                             |
| Teresa     | 42,5° S, 10° E    | 14,8          | Prénom grec                                                   |
| Terhi      | 45,7° N, 253,1° E | 10,7          | Prénom finlandais                                             |
| Teroro     | 75,8° S, 88,1° E  | 9,2           | Prénom polynésien                                             |
| Teumere    | 38,3° S, 88,1° E  | 5,4           | Prénom polynésien                                             |
| Teura      | 12,3° S, 90,2° E  | 9,3           | Prénom polynésien                                             |
| Thomas     | 13° S, 272,5° E   | 25,2          | Martha Thomas, présidente du Bryn Mawr College (1857–1935)    |
| Tiffany    | 8,7° S, 22,9° E   | 7             | Prénom grec                                                   |
| Tinyl      | 9,7° N, 132,1° E  | 12,8          | Prénom chukcha                                                |
| Toklas     | 0,7° N, 273,1° E  | 17,5          | Alice B. Toklas, femme de lettres américaine (1877–1967)      |
| Tolgonay   | 68,8° N, 271,1° E | 4,6           | Prénom kirghize                                               |
| Trollope   | 54,8° S, 246,4° E | 27,2          | Frances Trollope, romancière anglaise (1780–1863)             |
| Truth      | 28,7° N, 287,8° E | 47,3          | Sojourner Truth, abolitionniste américaine (1797–1883)        |
| Tseraskaya | 28,6° N, 79,2° E  | 30,3          | Lidiya Tseraskaya, astronome soviétique (1855–1931)           |
| Tsetsa     | 31,3° N, 317,7° E | 9,9           | Prénom mordve                                                 |
| Tsiala     | 2,9° N, 100° E    | 16,5          | Prénom géorgien                                               |
| Tsvetayeva | 64,6° N, 147,4° E | 42,9          | Marina Tsvetaïeva, poétesse soviétique (1892–1941)            |
| Tsyrma     | 14,1° S, 318,5° E | 7,8           | Prénom bouriate                                               |
| Tubman     | 23,6° N, 204,6° E | 42,9          | Harriet Tubman, abolitionniste américaine (1820–1913)         |
| Tünde      | 76,8° N, 193° E   | 16,3          | Prénom hongrois                                               |
| Tursunoy   | 80,9° N, 229,3° E | 4,7           | Prénom ouzbek                                                 |
| Tussaud    | 21,7° N, 221° E   | 16            | Marie Tussaud, artiste suisse (1760–1850)                     |
| Tuyara     | 62,9° S, 15,5° E  | 13,2          | Prénom iakoute                                                |

## U
| Nom       | Coordonnées       | Diamètre (km) | Origine du nom                                          |
| --------- | ----------------- | ------------- | ------------------------------------------------------- |
| Ualinka   | 13,2° N, 168,6° E | 8,1           | Prénom ossète                                           |
| Udagan    | 10,7° N, 206,9° E | 11,5          | Prénom iakoute                                          |
| Udaltsova | 20,3° S, 275,3° E | 26,7          | Nadejda Oudaltsova, artiste russe (1885–1961)           |
| Udyaka    | 30,9° N, 172,9° E | 7,7           | Prénom orotche                                          |
| Ugne      | 34,9° N, 205,8° E | 10,3          | Prénom lituanien                                        |
| Ul'yana   | 24,3° N, 253° E   | 12,5          | Prénom russe                                            |
| Uleken    | 33,7° N, 185,1° E | 10,9          | Prénom nanaï                                            |
| Ulla      | 51,5° S, 184,5° E | 10,4          | Prénom suédois                                          |
| Ulpu      | 35,7° S, 179° E   | 7             | Prénom finlandais                                       |
| Ulrique   | 75,9° N, 55,6° E  | 19,6          | Prénom français                                         |
| Uluk      | 62,2° S, 178,6° E | 10,3          | Prénom neghidalian                                      |
| Umaima    | 23,3° S, 195,4° E | 6,9           | Prénom arabe                                            |
| Umkana    | 53,3° S, 198,6° E | 6,2           | Prénom eskimo                                           |
| Unay      | 53,5° N, 172,7° E | 11,4          | Prénom mari                                             |
| Undset    | 51,7° N, 60,8° E  | 20            | Sigrid Undset, femme de lettres norvégienne (1882–1949) |
| Unitkak   | 40,8° N, 199,5° E | 8             | Prénom eskimo                                           |
| Urazbike  | 9° S, 202,5° E    | 7             | Prénom tatar                                            |
| Ustinya   | 41,2° S, 251,6° E | 11,8          | Prénom russe                                            |
| Uvaysi    | 2,3° N, 198,3° E  | 38,9          | Ouvaïssi, poétesse ouzbèke (1781-1845)                  |
| Uyengimi  | 76,9° S, 204,9° E | 8,9           | Prénom khanty                                           |

## V
| Nom           | Coordonnées       | Diamètre (km) | Origine du nom                                                                    |
| ------------- | ----------------- | ------------- | --------------------------------------------------------------------------------- |
| Văcărescu     | 63° S, 199,8° E   | 31,5          | Elena Văcărescu, femme de lettres franco-roumaine (1864–1947)                     |
| Vaka          | 41,4° S, 8,9° E   | 11,8          | Prénom bulgare                                                                    |
| Valadon       | 49° S, 167,7° E   | 25,2          | Suzanne Valadon, peintre française (1865–1940)                                    |
| Valborg       | 75,5° N, 272,1° E | 20            | Prénom danois                                                                     |
| Valentina     | 46,4° N, 144,1° E | 24,6          | Prénom latin                                                                      |
| Valerie       | 6,4° S, 30,9° E   | 13,6          | Prénom français                                                                   |
| Vallija       | 26,3° N, 120° E   | 15,2          | Prénom letton                                                                     |
| Vanessa       | 6° S, 1,9° E      | 10            | Prénom grec                                                                       |
| Vard          | 17,5° N, 314,5° E | 6,1           | Prénom arménien                                                                   |
| Varya         | 2,8° N, 211,8° E  | 14,3          | Prénom russe                                                                      |
| Vashti        | 6,8° S, 43,7° E   | 17            | Prénom persan                                                                     |
| Vasilutsa     | 16,5° N, 334,4° E | 5,7           | Prénom moldave                                                                    |
| Vassi         | 34,4° N, 346,5° E | 8,5           | Prénom carélien                                                                   |
| Veriko        | 20,4° N, 350,1° E | 5,2           | Prénom géorgien                                                                   |
| Veronica      | 38,1° S, 124,6° E | 17,9          | Prénom latin                                                                      |
| Vesna         | 60,3° S, 220,5° E | 14,9          | Prénom slave                                                                      |
| Veta          | 42,6° N, 349,5° E | 6,4           | Prénom roumain                                                                    |
| Vigée-Lebrun  | 17,3° N, 141,4° E | 57,8          | Élisabeth Vigée Le Brun, peintre française (1755–1842)                            |
| Viola         | 36,1° S, 240,5° E | 10            | Prénom anglais                                                                    |
| Virga         | 26,9° S, 7,7° E   | 10,3          | Prénom lituanien                                                                  |
| Virginia      | 52,9° S, 185,9° E | 18,5          | Prénom latin                                                                      |
| Virve         | 5,1° S, 346,9° E  | 18            | Prénom estonien                                                                   |
| Vlasta        | 28,4° N, 250,1° E | 10,7          | Prénom tchèque                                                                    |
| Volkova       | 75,2° N, 242,2° E | 47,5          | Anna Volkova, chimiste russe (1800–1876)                                          |
| Volyana       | 60,6° N, 359,9° E | 5,3           | Prénom gitan                                                                      |
| von Paradis   | 32,2° S, 314,9° E | 37,5          | Maria Theresia von Paradis, pianiste autrichienne (1759–1834)                     |
| von Schuurman | 5° S, 191° E      | 29,1          | Anna Maria van Schurman, linguiste, écrivaine et artiste néerlandaise (1607–1678) |
| Von Siebold   | 52° S, 36,6° E    | 32,4          | Regina von Siebold, médecin et éducatrice allemande (1771–1849)                   |
| von Suttner   | 10,6° S, 234,9° E | 24            | Bertha von Suttner, journaliste et pacifiste autrichienne (1843–1914)             |
| Voynich       | 35,4° N, 56,1° E  | 48,7          | Ethel Lilian Voynich, écrivain, musicienne et suffragette américaine (1864–1960)  |

## W
| Nom            | Coordonnées       | Diamètre (km) | Origine du nom                                                            |
| -------------- | ----------------- | ------------- | ------------------------------------------------------------------------- |
| Wanda          | 71,3° N, 323,1° E | 21,7          | Prénom polonais                                                           |
| Wang Zhenyi    | 13,2° N, 217,8° E | 23,4          | Wang Zhenyi, astronome et géophysicienne chinoise (1768–1797)             |
| Warren         | 11,7° S, 176,5° E | 50,9          | Mercy Warren, poétesse, dramaturge et historienne américaine (1728–1814)  |
| Wazata         | 33,6° N, 298,3° E | 13,9          | Prénom haoussa                                                            |
| Weil           | 19,4° N, 283,1° E | 24,2          | Simone Weil, philosophe française (1909–1943)                             |
| Wen Shu        | 5° S, 303,7° E    | 31,5          | Wen Shu, peintre chinoise (1595–1634)                                     |
| Wendla         | 22,5° N, 207,6° E | 5,7           | Prénom suédois                                                            |
| West           | 26,1° N, 303° E   | 28,8          | Rebecca West, romancière et actrice irlandaise (1892–1983)                |
| Wharton        | 55,7° N, 61,9° E  | 50,5          | Edith Wharton, écrivaine américaine (1862–1937)                           |
| Wheatley       | 16,6° N, 268° E   | 74,8          | Phillis Wheatley, première poétesse noire américaine de renom (1753–1784) |
| Whiting        | 6,1° S, 128° E    | 35,7          | Sarah Frances Whiting, physicienne et astronome américaine (1847–1927)    |
| Whitney        | 30,2° S, 151,3° E | 42,5          | Mary Whitney, astronome américaine (1847–1921)                            |
| Wieck          | 74,2° S, 244,8° E | 20,2          | Clara Wieck, pianiste et compositrice allemande (1819–1896)               |
| Wilder         | 17,4° N, 122,6° E | 35,1          | Laura Ingalls Wilder, femme de lettres américaine (1867–1957)             |
| Willard        | 24,6° S, 296,1° E | 48,4          | Emma Willard, éducatrice américaine (1787–1870)                           |
| Wilma          | 36,7° N, 1,7° E   | 12,5          | Prénom anglais                                                            |
| Winema         | 3° N, 168,6° E    | 21,7          | Winema, héroïne et pacificatrice modoc (c. 1848-1932)                     |
| Winnemucca     | 15,4° S, 121,1° E | 30,3          | Sarah Winnemucca, interprète païute, activiste (c. 1844-1891)             |
| Wiwi-yokpa     | 73,8° S, 228,4° E | 4,5           | Prénom abenaki/algonquin                                                  |
| Wollstonecraft | 39,1° S, 260,8° E | 44,1          | Mary Wollstonecraft, femme de lettres anglaise (1759–1797)                |
| Woolf          | 37,7° S, 27,2° E  | 24,5          | Virginia Woolf, écrivaine britannique (1882–1941)                         |
| Workman        | 12,9° S, 299,9° E | 17,4          | Fanny Workman, alpiniste américaine (1859–1925)                           |
| Wu Hou         | 25,5° S, 317,4° E | 27,5          | Wu Hou, impératrice chinoise (c. 624-705)                                 |
| Wynne          | 55° N, 53,6° E    | 10            | Prénom anglais                                                            |

## X
| Nom       | Coordonnées       | Diamètre (km) | Origine du nom                 |
| --------- | ----------------- | ------------- | ------------------------------ |
| Xantippe  | 10,9° S, 11,8° E  | 40,4          | Xanthippe, femme de Socrate    |
| Xenia     | 30,3° S, 249,4° E | 13,5          | Prénom grec                    |
| Xi Wang   | 14° N, 208° E     | 7,7           | Prénom chinois                 |
| Xiao Hong | 43,5° S, 101,7° E | 38,7          | Xiao Hong, romancière chinoise |
| Ximena    | 68,2° S, 243,6° E | 12,8          | Prénom portugais               |

## Y
| Nom         | Coordonnées       | Diamètre (km) | Origine du nom                                                   |
| ----------- | ----------------- | ------------- | ---------------------------------------------------------------- |
| Yablochkina | 48,3° N, 195,3° E | 64,3          | Aleksandra Yablochkina, actrice soviétique (1866–1964)           |
| Yakyt       | 2,1° N, 170,2° E  | 13,8          | Prénom karakalpak                                                |
| Yale        | 13,4° S, 271,2° E | 18,5          | Caroline Yale, éducatrice américaine pour les sourds (1848–1933) |
| Yambika     | 32,6° N, 208,7° E | 6,5           | Prénom mari                                                      |
| Yasuko      | 26,1° S, 169° E   | 10,6          | Prénom japonais                                                  |
| Yazruk      | 21,2° N, 160,2° E | 10,5          | Prénom nivkhe                                                    |
| Yelya       | 47,5° S, 211,7° E | 8,6           | Prénom nénètse                                                   |
| Yemysh      | 11,9° N, 214,7° E | 6             | Prénom mari                                                      |
| Yenlik      | 16° S, 225,4° E   | 8,6           | Prénom kazakh                                                    |
| Yerguk      | 42,7° N, 226,8° E | 6,3           | Prénom neghidalian                                               |
| Yeska       | 27,4° N, 230,1° E | 9,1           | Prénom selkoupe                                                  |
| Yetta       | 58,6° N, 185,4° E | 9             | Dérivé de Henrietta, prénom allemand                             |
| Yokhtik     | 50,1° S, 158,1° E | 11,4          | Prénom nivkhe                                                    |
| Yoko        | 5,7° S, 232° E    | 5             | Prénom japonais                                                  |
| Yolanda     | 7,8° N, 152,7° E  | 11,4          | Prénom grec                                                      |
| Yomile      | 27,3° S, 138,7° E | 13,6          | Prénom bachkir                                                   |
| Yonge       | 14° S, 115,1° E   | 42,8          | Charlotte Mary Yonge, écrivaine anglaise (1823–1901)             |
| Yonok       | 65,1° S, 234,1° E | 9,5           | Prénom coréen                                                    |
| Yonsuk      | 34° S, 234,8° E   | 8,5           | Prénom coréen                                                    |
| Yoshioka    | 32,4° S, 59° E    | 16,6          | Yoshioka Yayoi, médecin japonaise (c. 1871-1959)                 |
| Ytunde      | 49,9° N, 81,1° E  | 6,1           | Prénom yoruba                                                    |
| Yvette      | 7,5° N, 249,6° E  | 10,6          | Prénom français                                                  |
| Yvonne      | 56° S, 298,4° E   | 14,5          | Prénom français                                                  |

## Z
| Nom         | Coordonnées       | Diamètre (km) | Origine du nom                                              |
| ----------- | ----------------- | ------------- | ----------------------------------------------------------- |
| Zakiya      | 66,5° S, 234,1° E | 7,5           | Prénom arabe.                                               |
| Zamudio     | 9,6° N, 189,3° E  | 19            | Adela Zamudio, poétesse bolivienne (1854–1928).             |
| Zarema      | 16,8° N, 235,2° E | 5             | Prénom daguestanais.                                        |
| Zdravka     | 65,1° N, 299° E   | 12,5          | Prénom bulgare.                                             |
| Zeinab      | 2,2° S, 159,6° E  | 12,5          | Prénom perse.                                               |
| Zemfira     | 46,2° S, 157,7° E | 11,4          | Prénom rom.                                                 |
| Zenobia     | 29,3° S, 28,6° E  | 39,1          | Zénobie, reine de Palmyre (Syrie) (IIIe siècle apr. J.-C.). |
| Zerine      | 29,6° S, 258,6° E | 6,5           | Prénom perse.                                               |
| Zhilova     | 66,3° N, 125,7° E | 53            | Maria Zhilova, astronome russe(1870–1934).                  |
| Zhu Shuzhen | 26,5° S, 356,5° E | 29,4          | Zhu Shuzhen, poétesse chinoise (1126–1200).                 |
| Zija        | 3,5° S, 265° E    | 16,8          | Prénom arabe.                                               |
| Zina        | 41,9° N, 320,1° E | 9             | Prénom roumain.                                             |
| Živile      | 48,8° N, 113,1° E | 13,5          | Prénom lituanien.                                           |
| Zlata       | 64,6° N, 333,9° E | 7             | Prénom serbo-croate.                                        |
| Zosia       | 18,9° S, 109,2° E | 10,5          | Prénom polonais.                                            |
| Zoya        | 69,1° N, 236,2° E | 20            | Prénom russe.                                               |
| Zuhrah      | 34,7° N, 357° E   | 5,8           | Prénom arabe.                                               |
| Zula        | 7,3° N, 282° E    | 5             | Prénom tchétchène.                                          |
| Zulfiya     | 18,4° N, 101,9° E | 12,9          | Prénom Ouzbek.                                              |
| Zulma       | 7,7° S, 102° E    | 11            | Prénom espagnol.                                            |
| Zumrad      | 32,1° N, 94,8° E  | 12,9          | Prénom Ouzbek.                                              |
| Zurka       | 12,8° S, 275,2° E | 5,5           | Prénom rom.                                                 |
| Zvereva     | 45,4° N, 283,1° E | 22,9          | Lydia Zvereva, aviatrice russe (1890–1916)                  |